# Škoda Auto

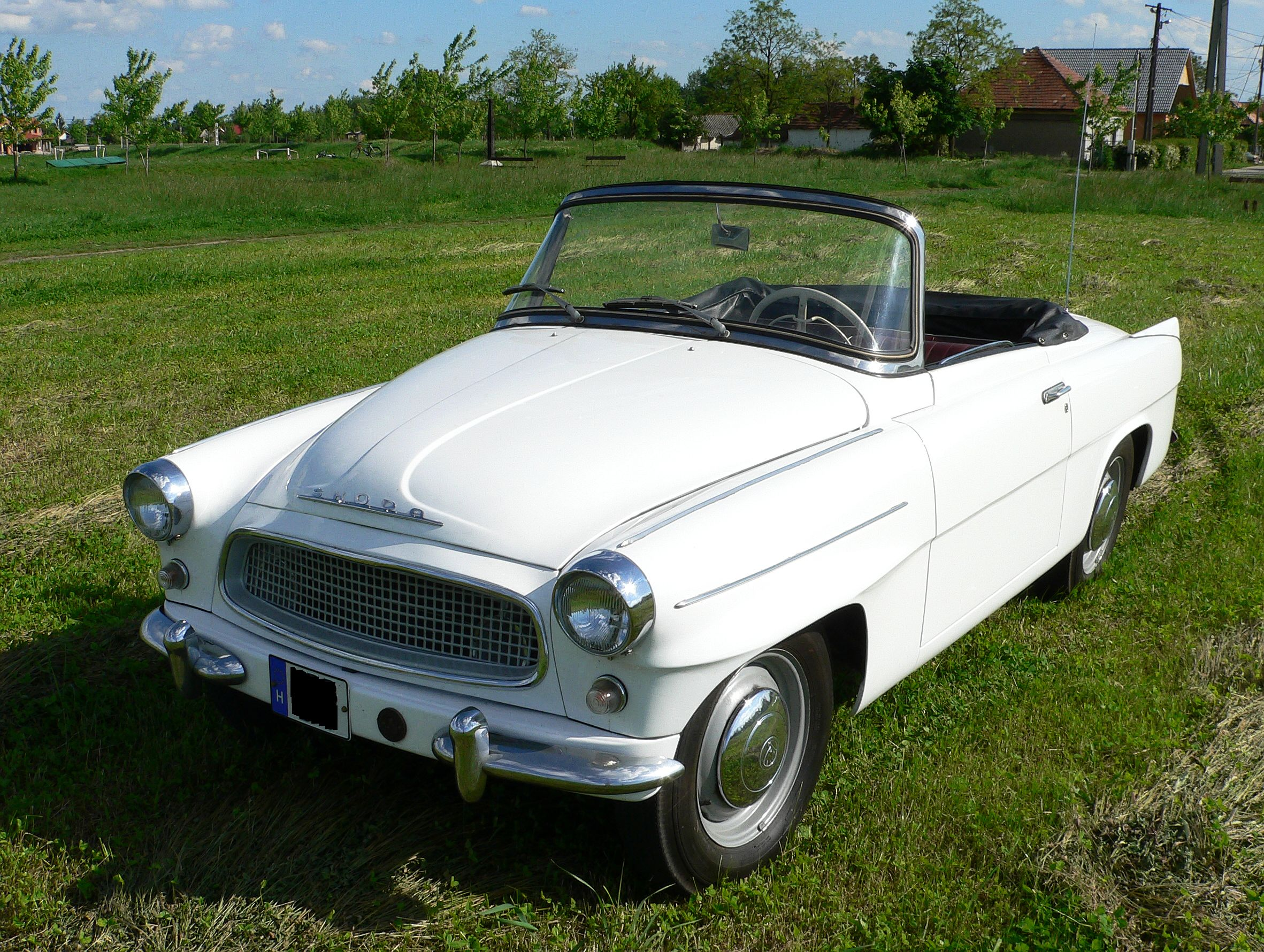
Škoda 440

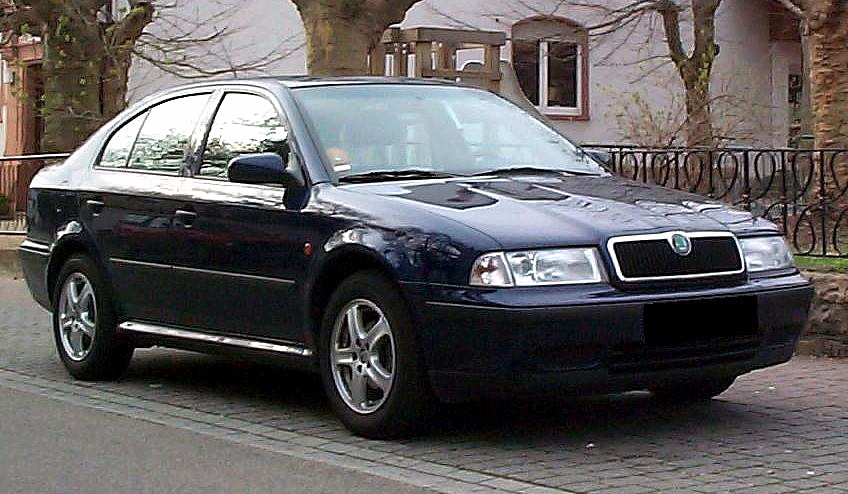
Prima Škoda produsă cu tehnică VW: Škoda Octavia

Škoda, pronunțat [școda], este un producător ceh de automobile, ca vechime unul din primii 4 din lume. Din 1991 aparține Grupului Volkswagen.
Škoda este a doua companie ca mărime după venituri din Cehia, generând venituri echivalente cu 5% din Produsul Intern Brut al țării.
În anul 2010, vânzările companiei au crescut cu 11,5%, atingând nivelul record de 762.000 de autovehicule.

## Istorie
Compania s-a înființat la 27 iunie 1925, când concernul Škoda a cumpărat producătorul de automobile Laurin & Klement în Mladá Boleslav. Václav Laurin a rămas atunci director tehnic. După 1945 a urmat retragerea de la Škoda Pilsen, numele firmei rămânând neschimbat. De la 16 aprilie 1991 Škoda aparține concernului Volkswagen. 

## Modele

### Actuale
- Škoda Fabia (2021–prezent)
- Škoda Scala (2019–prezent)
- Škoda Octavia (1998–prezent)
- Škoda Superb (2015–prezent)
- Škoda Kamiq (2019–prezent)
- Škoda Karoq (2017–prezent)
- Škoda Kodiaq (2016–prezent)
- Škoda Enyaq (2020–prezent)

### Istorice

#### Anii 1900
- Laurin & Klement A (1905–07)
- Laurin & Klement B (1906–08)
- Laurin & Klement C (1906–08)
- Laurin & Klement D (1906–07)
- Laurin & Klement E (1906–09)
- Laurin & Klement B2 (1907–08)
- Laurin & Klement C2 (1907–08)
- Laurin & Klement F (1907–09)
- Laurin & Klement FF (1907)
- Laurin & Klement FC (1907–09)

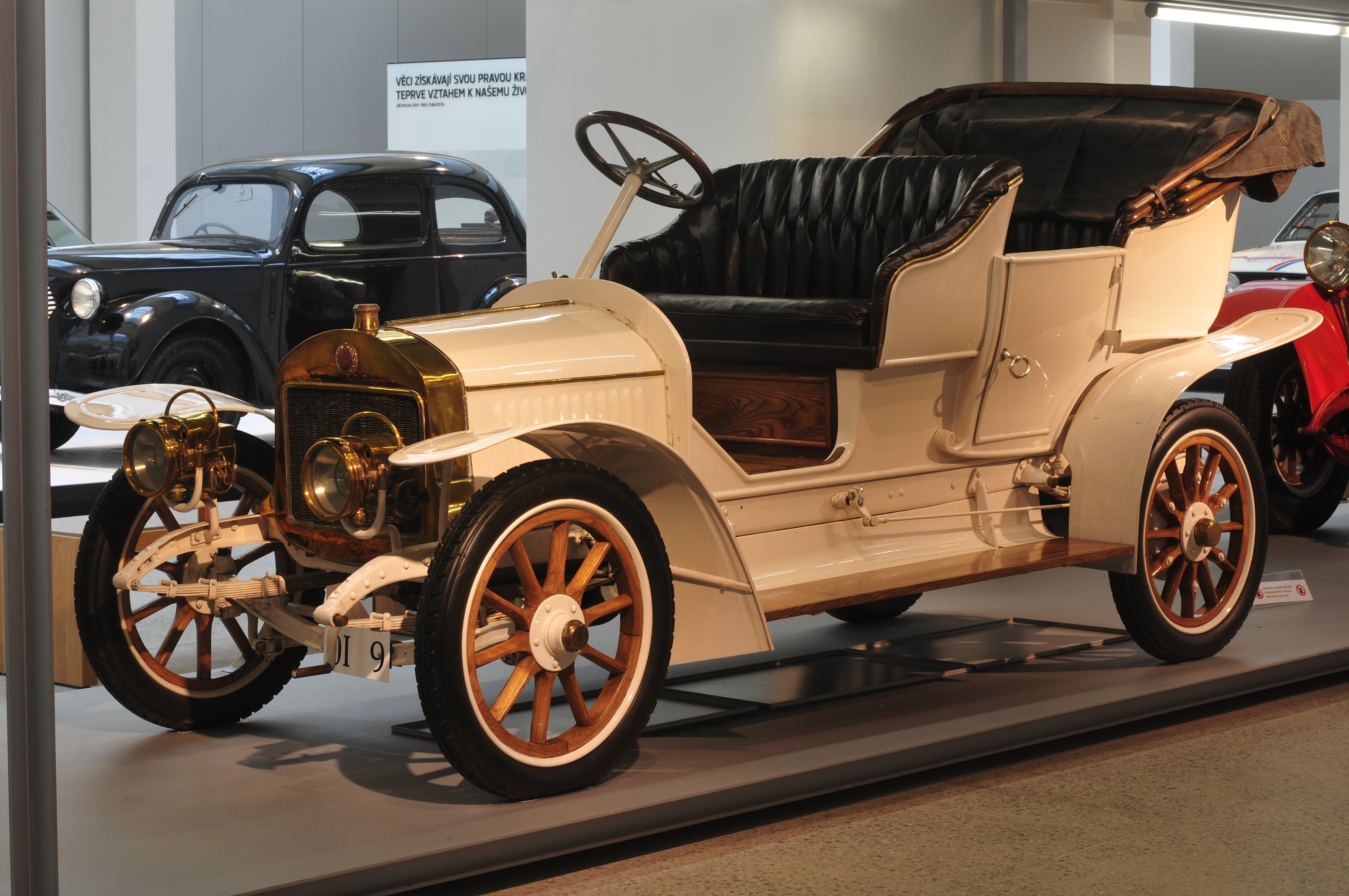
Laurin & Klement G

- Laurin & Klement HO/ HL/HLb (1907–13)
- Laurin & Klement BS (1908–09)
- Laurin & Klement FCS (1908–09)
- Laurin & Klement G (1908–11)
- Laurin & Klement DO/DL (1909–12)
- Laurin & Klement FDO/FDL (1909–15)
- Laurin & Klement EN (1909–10)
- Laurin & Klement FN/GDV/RC (1909–13)
- Laurin & Klement FCR (1909)
- Laurin & Klement L/LO (1909–11)

#### Anii 1910
- Laurin & Klement ENS (1910–11)

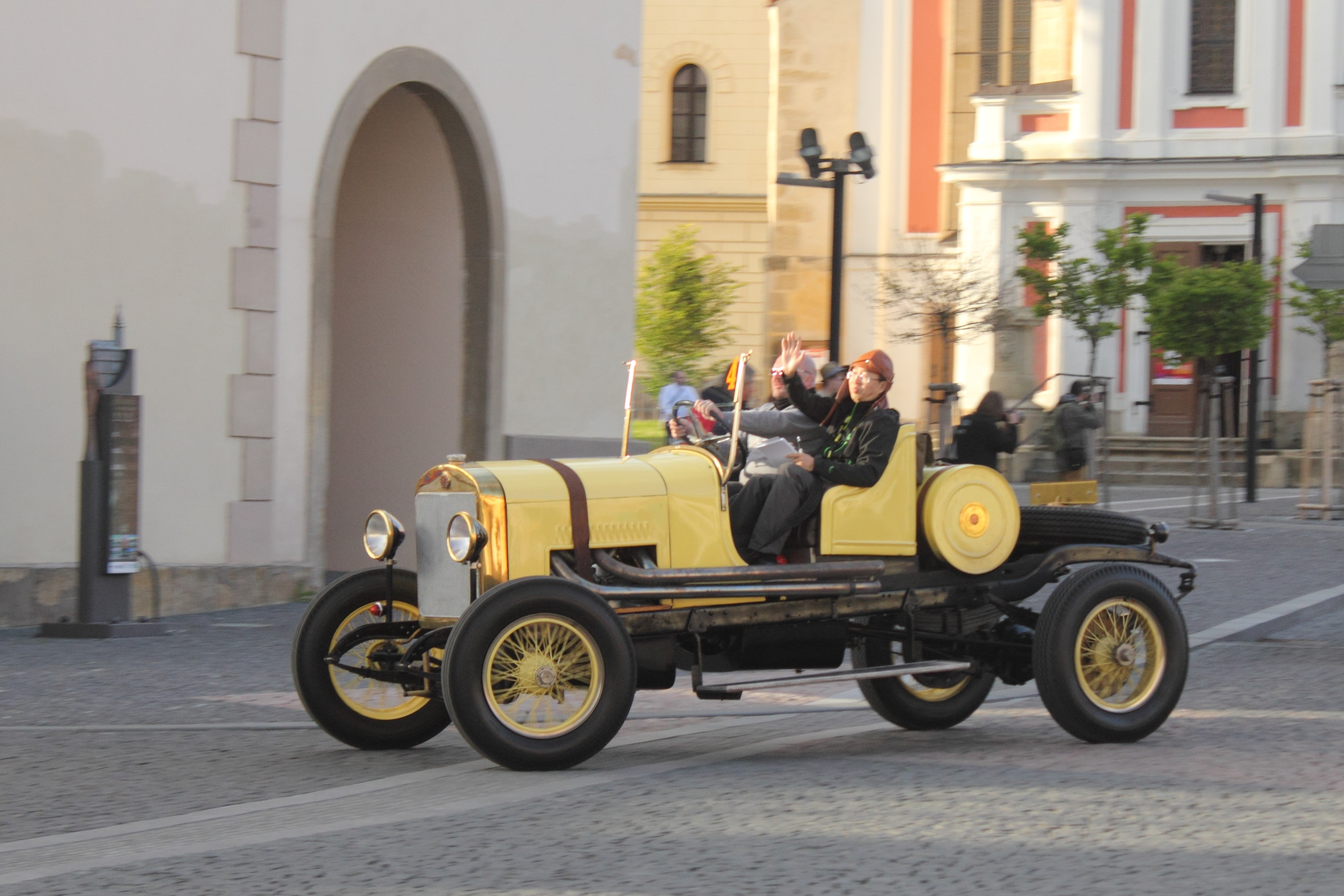
Laurin & Klement 300

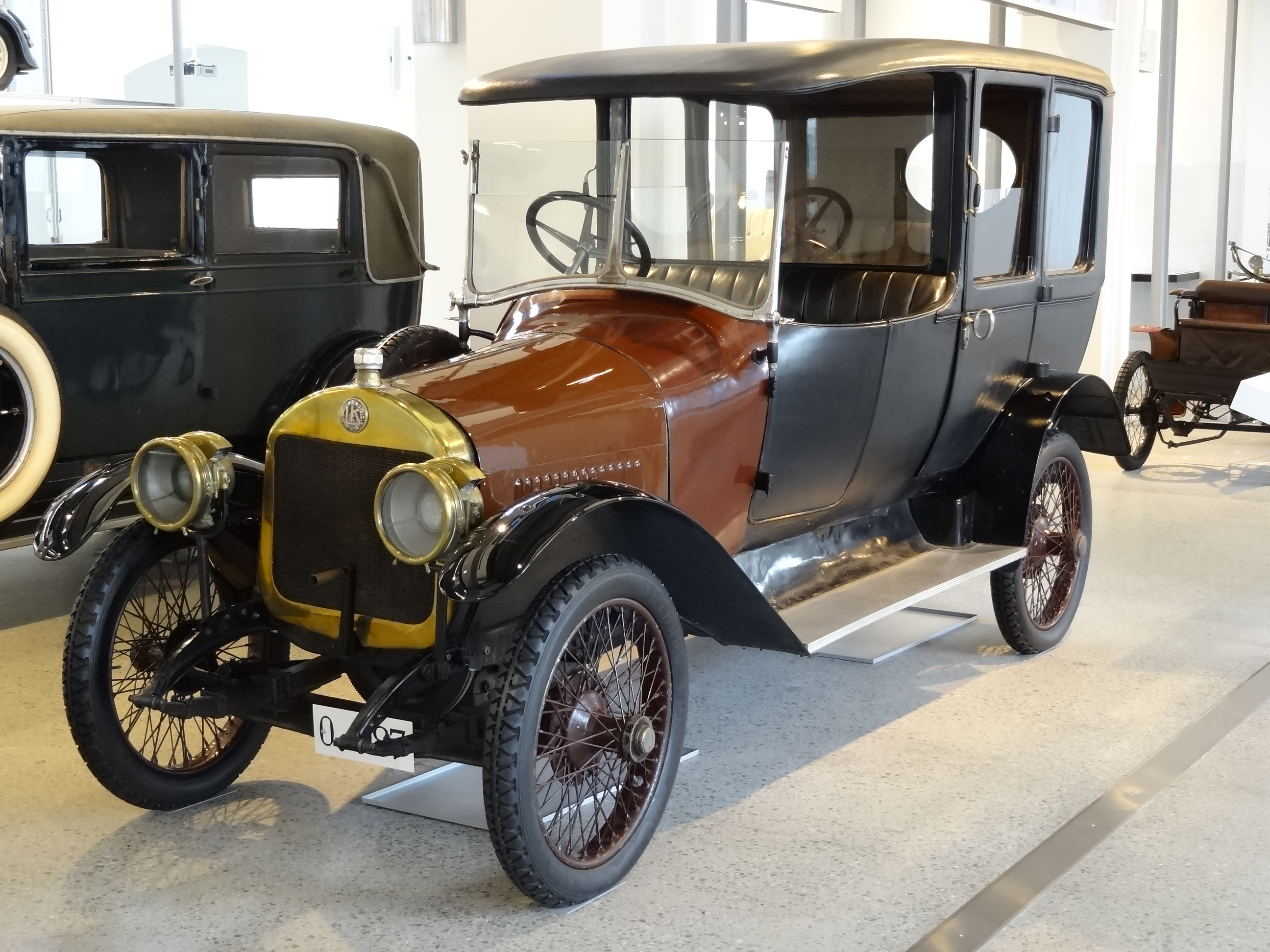
Laurin & Klement S

- Laurin & Klement K/Kb/LOKb (1911–15)
- Laurin & Klement LK (1911–12)
- Laurin & Klement S/Sa (1911–16)
- Laurin & Klement DN (1912–15)
- Laurin & Klement RK (1912–16)
- Laurin & Klement Sb/Sc (1912–15)
- Laurin & Klement M/Mb/MO (1913–15)
- Laurin & Klement MK/400 (1913–24)
- Laurin & Klement O/OK (1913–16)
- Laurin & Klement Sd/Se/Sg/Sk (1913–17)
- Laurin & Klement Ms (1914–20)
- Laurin & Klement Sh/Sk (1914–17)
- Laurin & Klement T/Ta (1914–21)
- Laurin & Klement Si/Sl/Sm/So/200/205 (1916–24)
- Laurin & Klement Md/Me/Mf/Mg/Mh/Mi/Ml/300/305 (1917–23)

#### Anii 1920

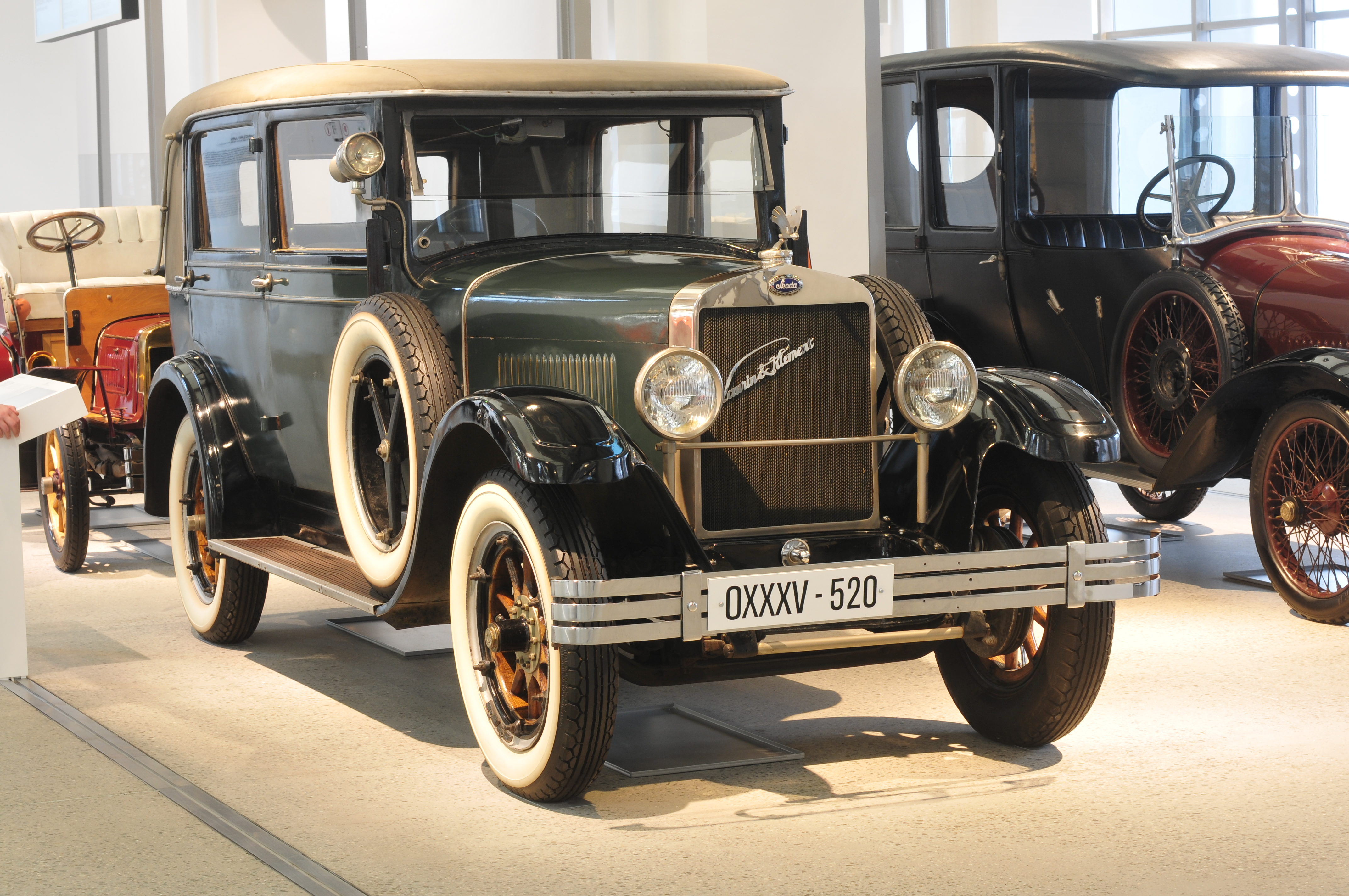
Laurin & Klement – Škoda 110 (1925)

- Laurin & Klement MS/540/545 (1920–23)
- Laurin & Klement Škoda 545 (1924–27)
- Škoda 422 (1929–32)
- Škoda 430 (1929–36)
- Škoda 645 (1929–34)
- Škoda 860 (1929–32)

#### Anii 1930
- Škoda 650 (1930–34)
- Škoda 633 (1931–34)
- Škoda 637 (1932–35)

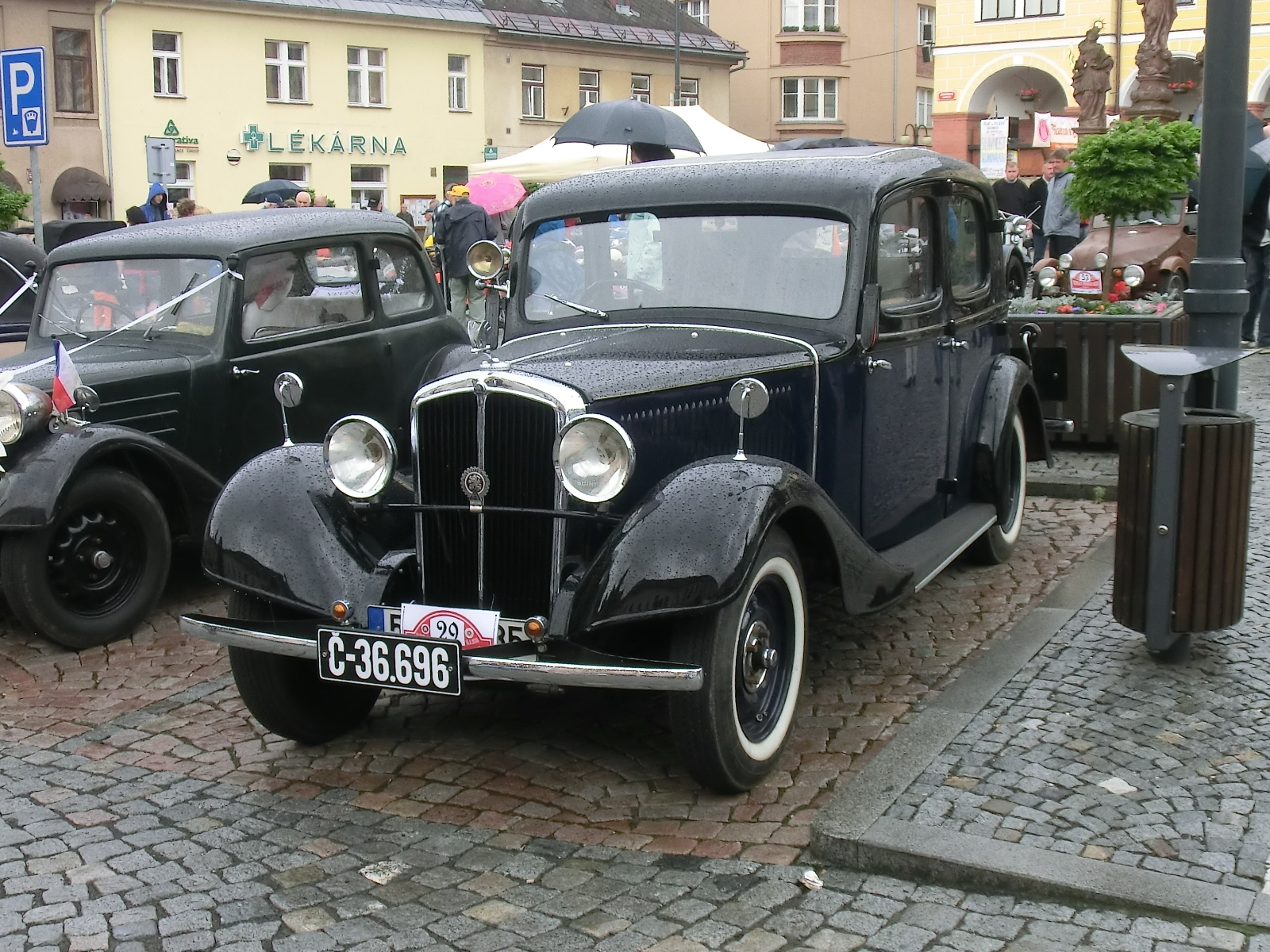
Škoda 633 (1933)

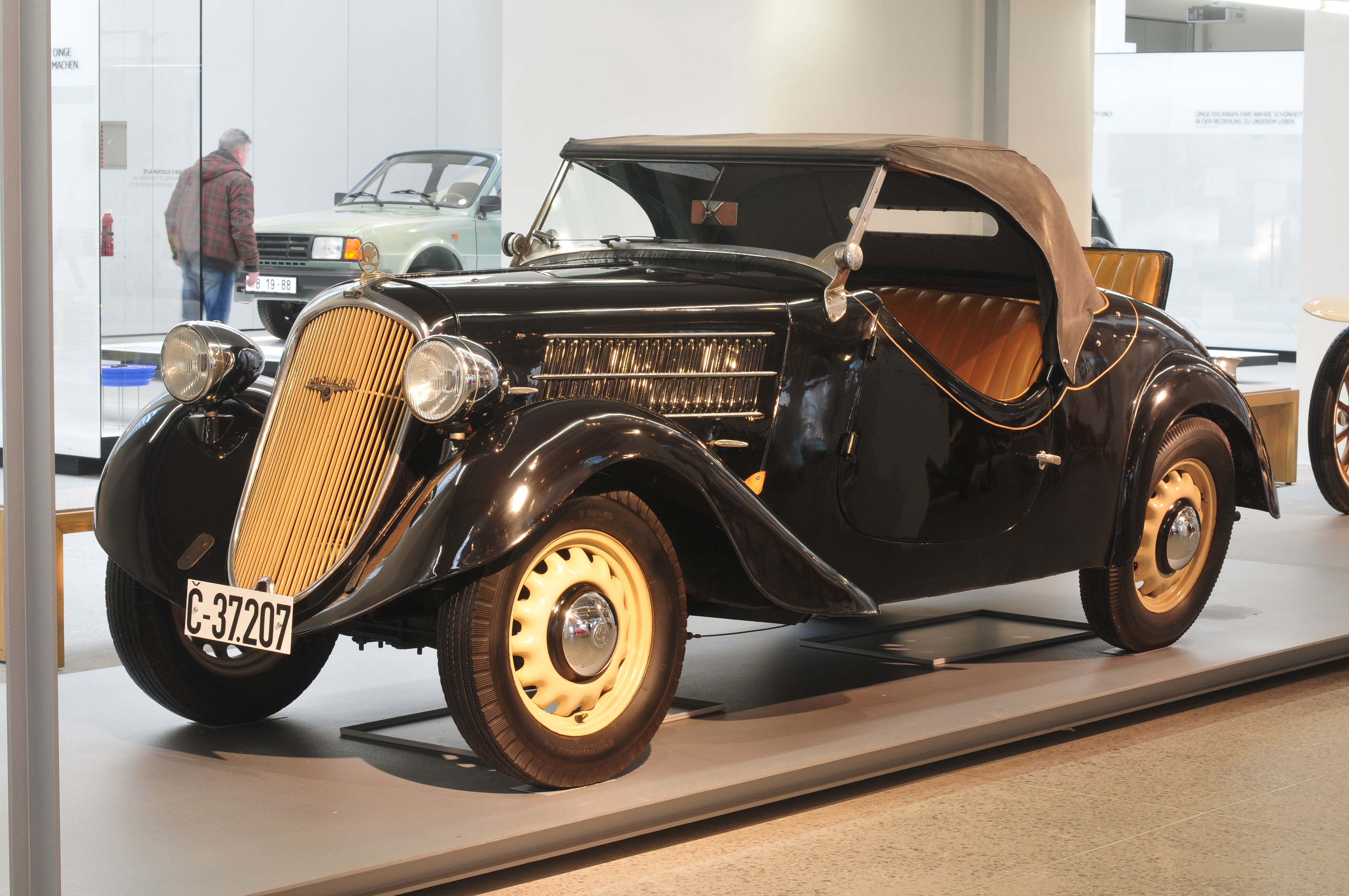
Škoda Popular (1934–44)

- Škoda 420 Standard/Rapid/Popular (1933–38)
- Škoda Rapid (1935–47)
- Škoda Favorit (1936–41)
- Škoda Superb (1934–43)

#### Anii 1940

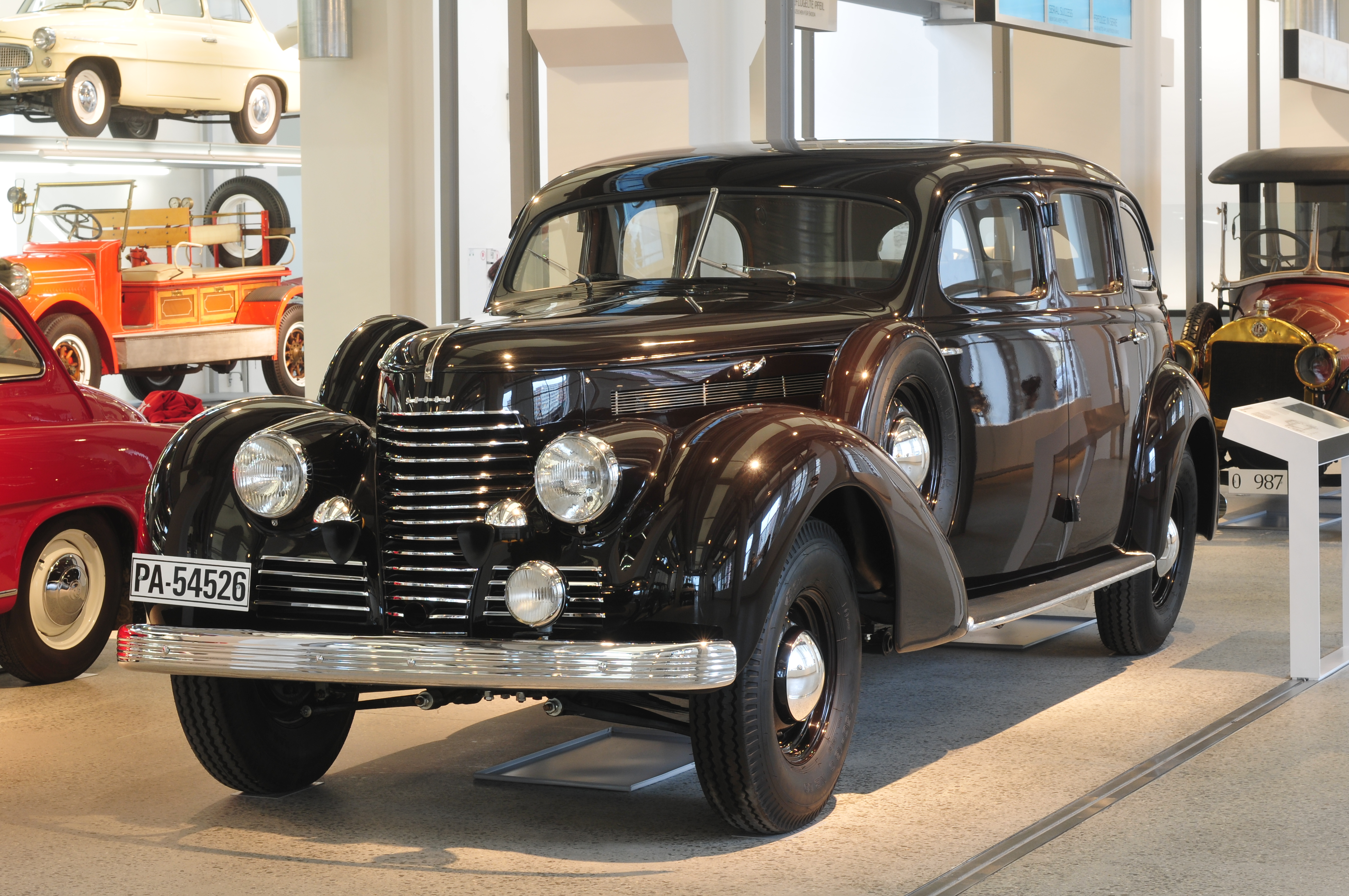
Škoda Superb (1940)

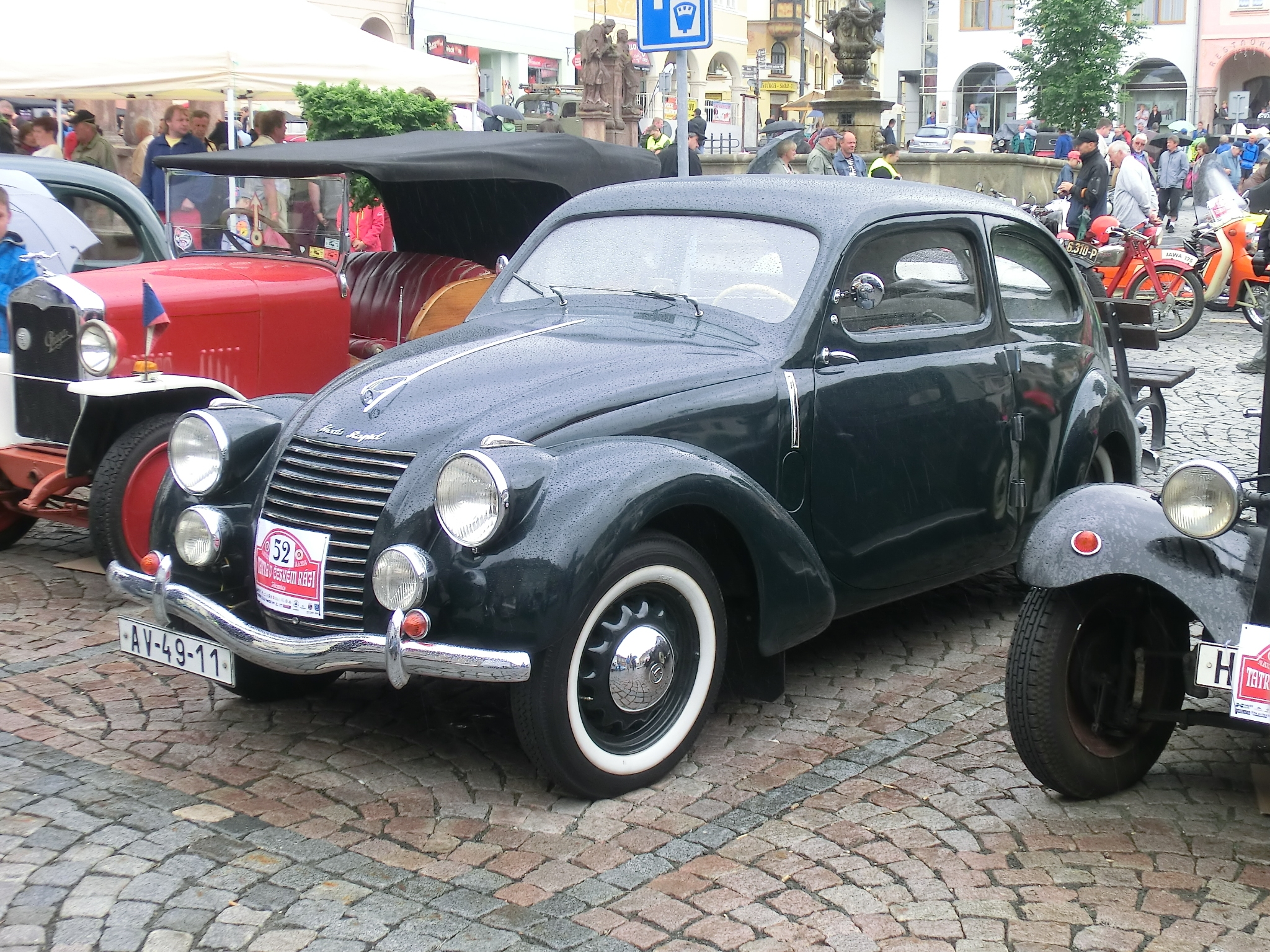
Škoda Rapid (1940)

- Škoda Superb OHV (1946–49)
- Škoda 1101 Tudor (1946–49)
- Škoda 1102 (1948–52)
- Škoda VOS (1949–52)

#### Anii 1950

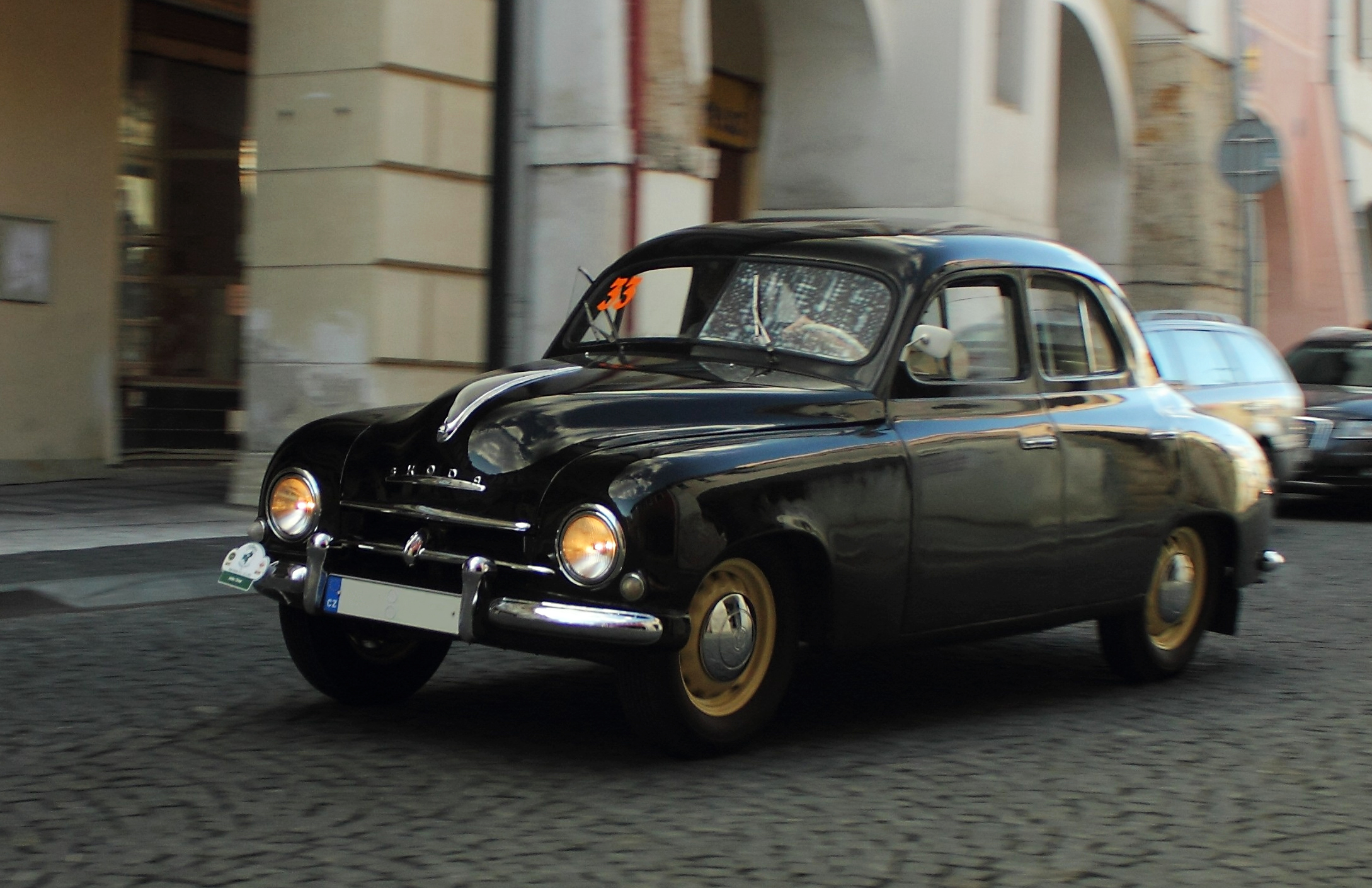
Škoda 1201 Sedan (1957)

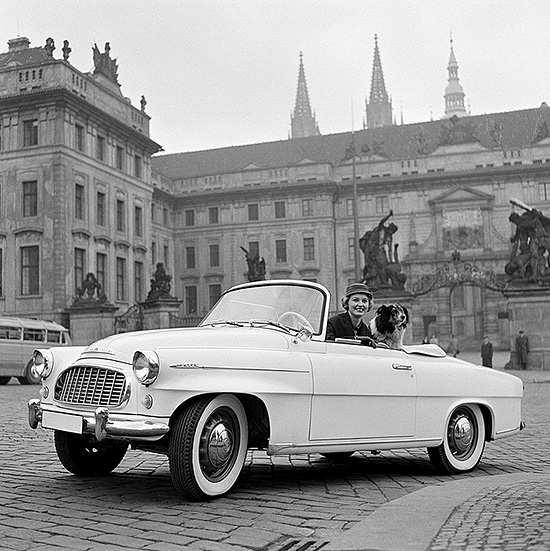
Škoda 450 (1957)

- Škoda 1200 (1952–55)
- Škoda 440/445/450 (1955–59)
- Škoda 1201 (1955–62)
- Škoda Felicia (1959–64)
- Škoda Octavia (1959–64)

#### Anii 1960
- Škoda 1202 (1961–73)
- Škoda Octavia Combi (1964–71)
- Škoda 1000 MB (1964–69)
- Škoda 1203 (1968–99)
- Škoda 100/110 (1969–77)

#### Anii 1970
- Škoda 110 R (1970–80)
- Škoda 105/120/125 (1976–90)

#### Anii 1980
- Škoda Garde (1981–84)
- Škoda 130/135/136 (1984–90)
- Škoda Rapid (1984) (1984–90)
- Škoda Favorit/Forman/Pick-up (1987–95)

#### Anii 1990
- Škoda Felicia (1994–2001)

#### Anii 2000
- Škoda Roomster/Praktik (2006–2015)
- Škoda Yeti (2009–2017)
- Škoda Citigo (2011–2021)
- Škoda Rapid (2012–2020)

### Concepte
- Vision 7S (2022)
- Afriq (2022)
- Vision IN (2020)
- Slavia Cabrio (2020)
- Vision GT (2019)
- Vision iV (2019)
- Mountiaq (2019)
- Vision RS (2018)
- Vision X (2018)
- Sunroq (2018)
- Vision E EU (2017)
- Vision E China (2017)
- Element (2017)
- Vision S (2016)
- Atero (2016)
- Funstar (2015)
- CitiJet (2014)
- Vision C (2013)
- MissionL (2011)
- Vision D (2011)
- Fabia Super (2007)
- Joyster (2006)
- Yeti II (2006)
- Roomster (2003)
- Tudor (2002)
- Fabia Paris Edition (2002)
- Ahoj (2002)
- Felicia Golden Prague (1998)
- 783 Favorit Coupé (1987)
- Škoda 110 Super Sport Ferat (1971)
- Škoda 1100 GT (1968)
- Škoda 720 (1967–1972)
- Škoda F3 (1964)
- Škoda 1100 Type 968 (1958)
- Škoda 973 Babeta (1949)

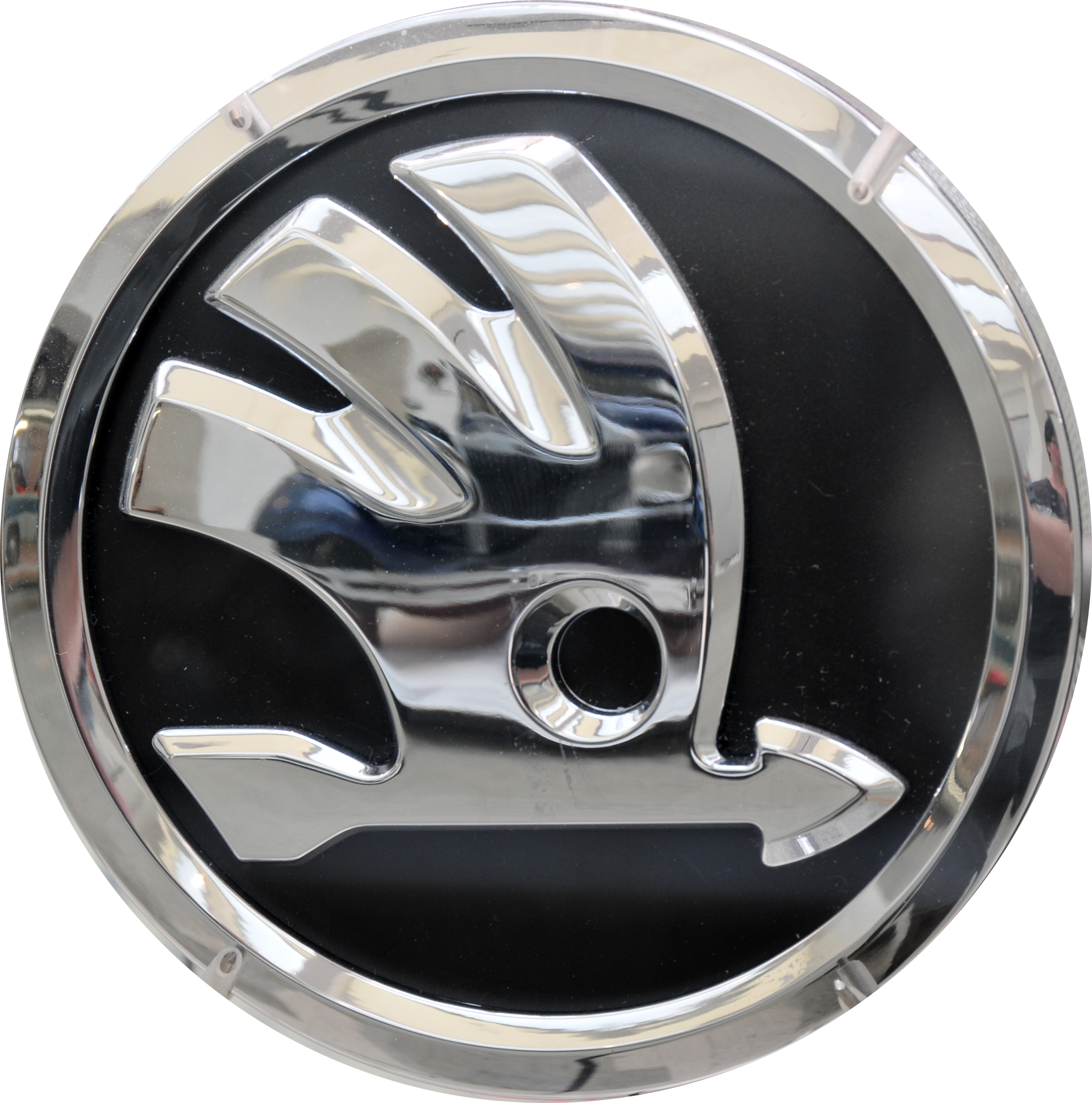
Sigla Škoda Auto din 2013 până în 2016
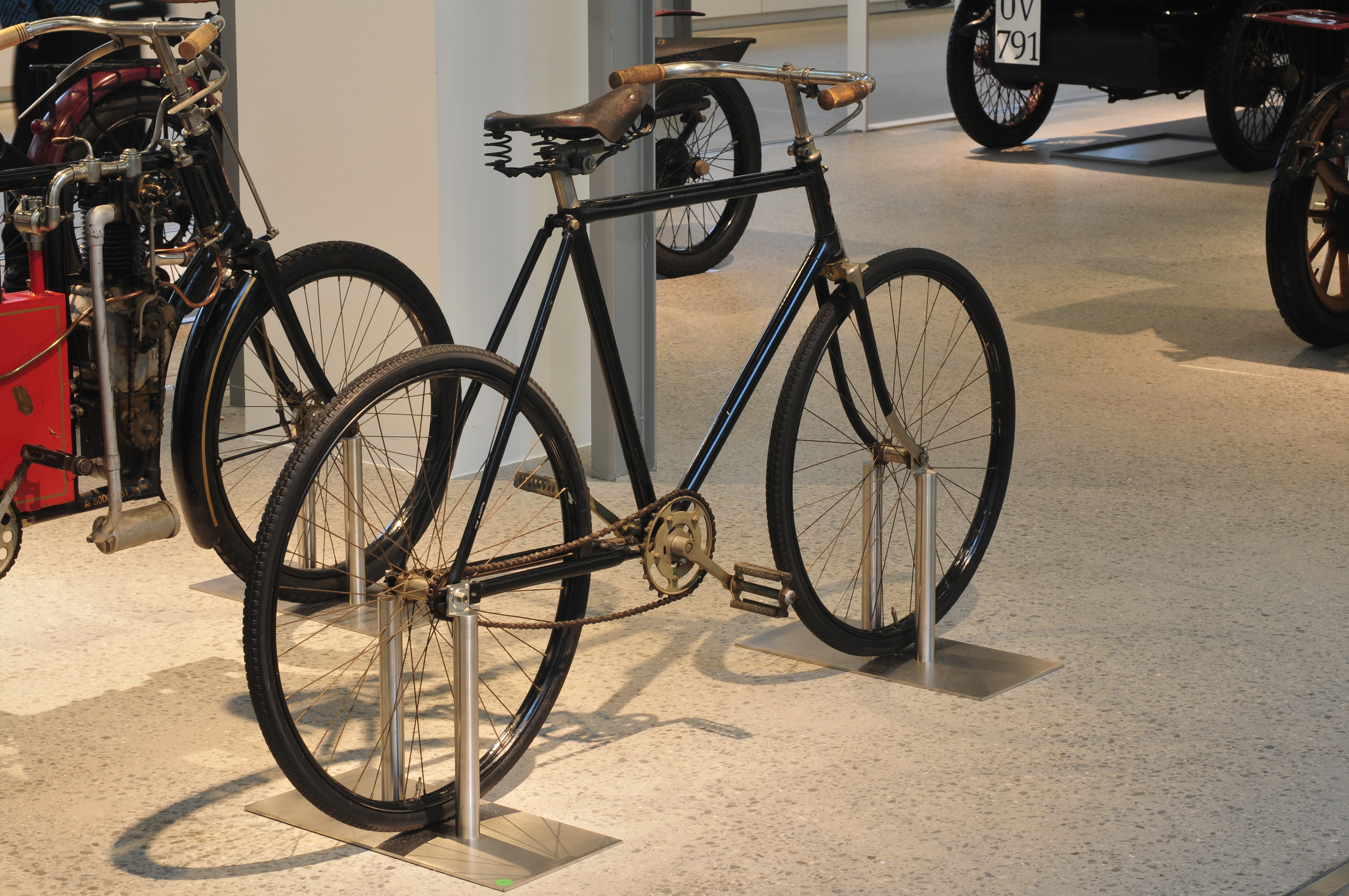
Laurin & Klement (1890)
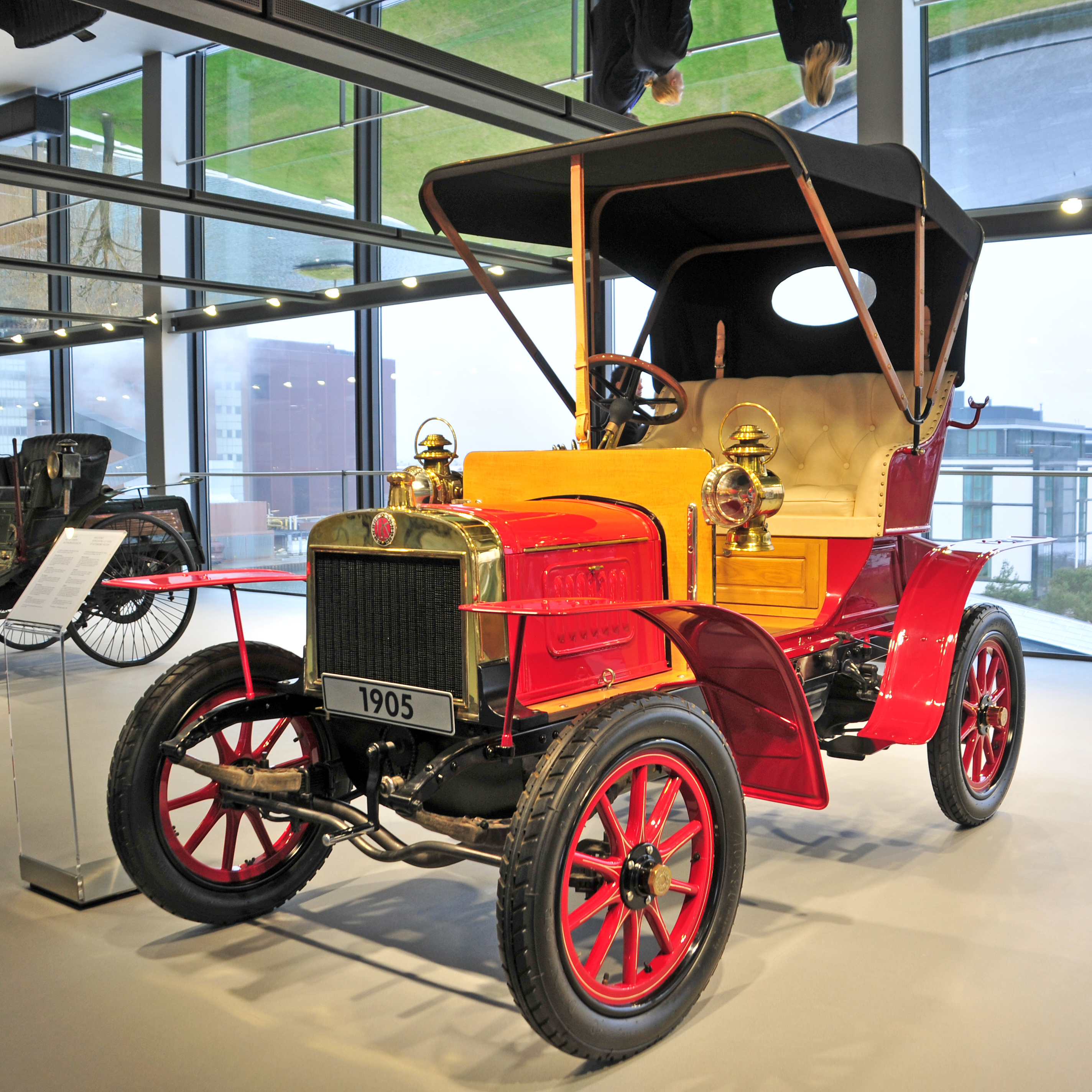
Laurin & Klement A (1898)
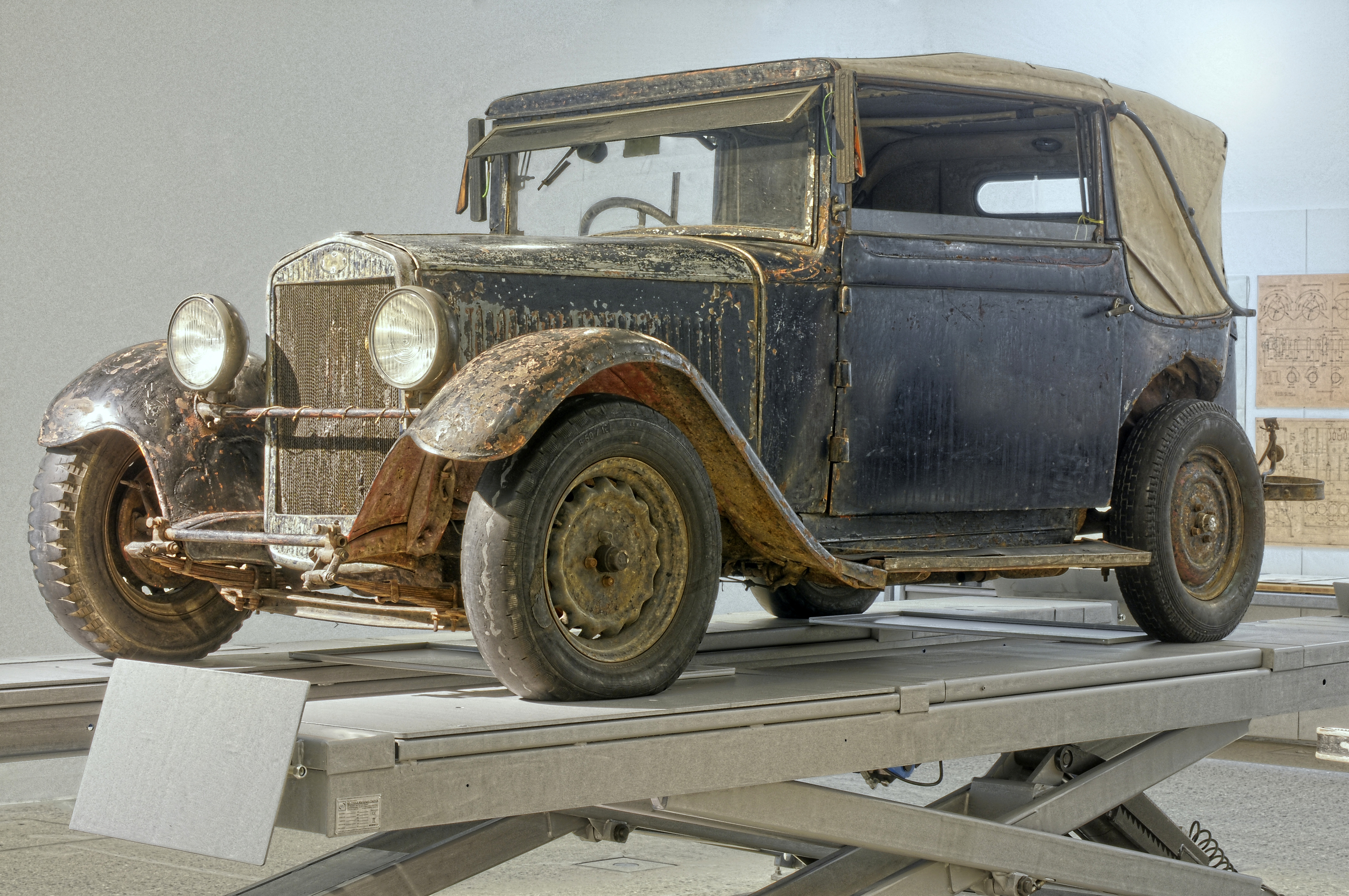
Škoda 422 (1930)
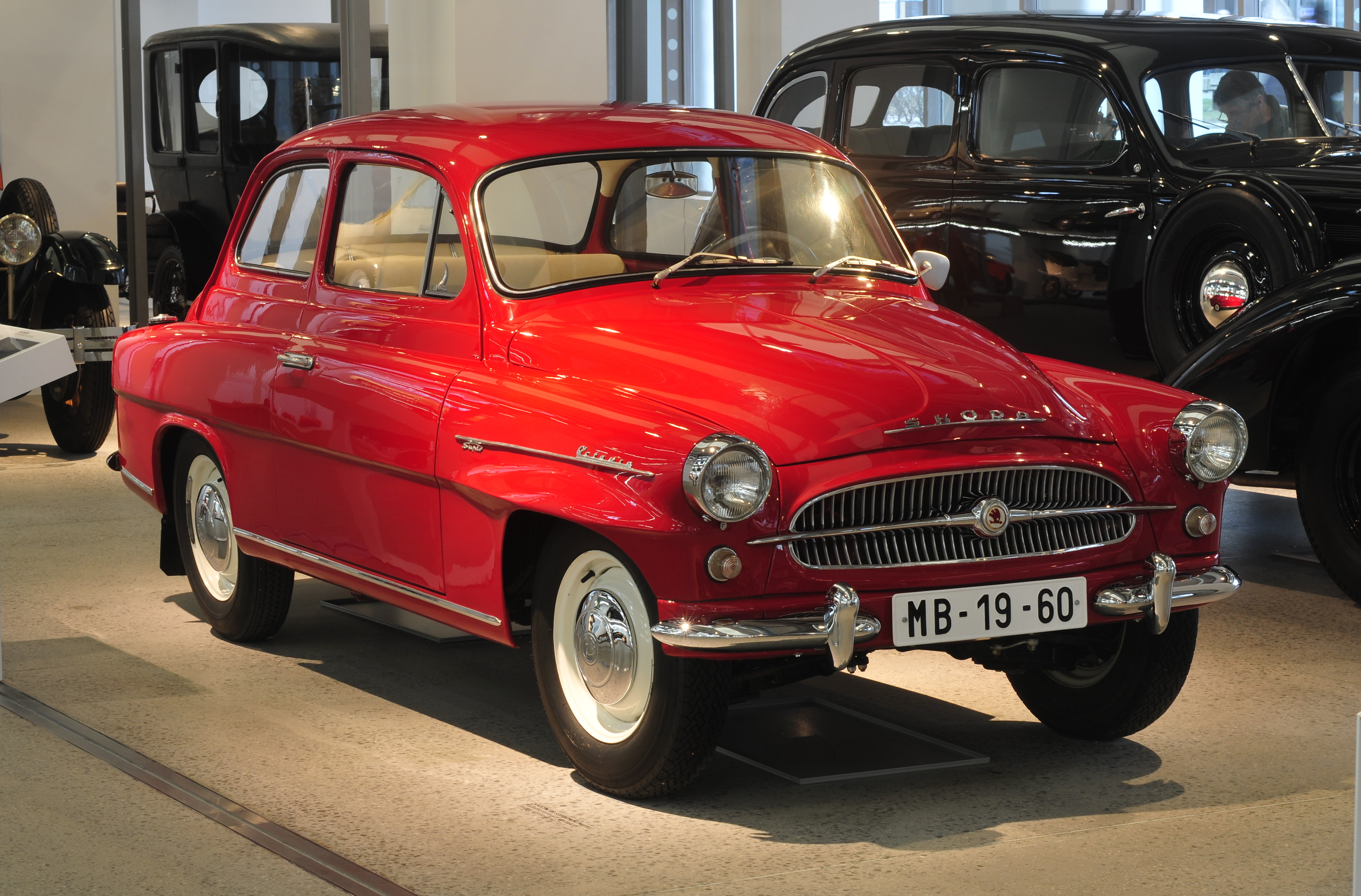
Škoda Octavia Super (1960)
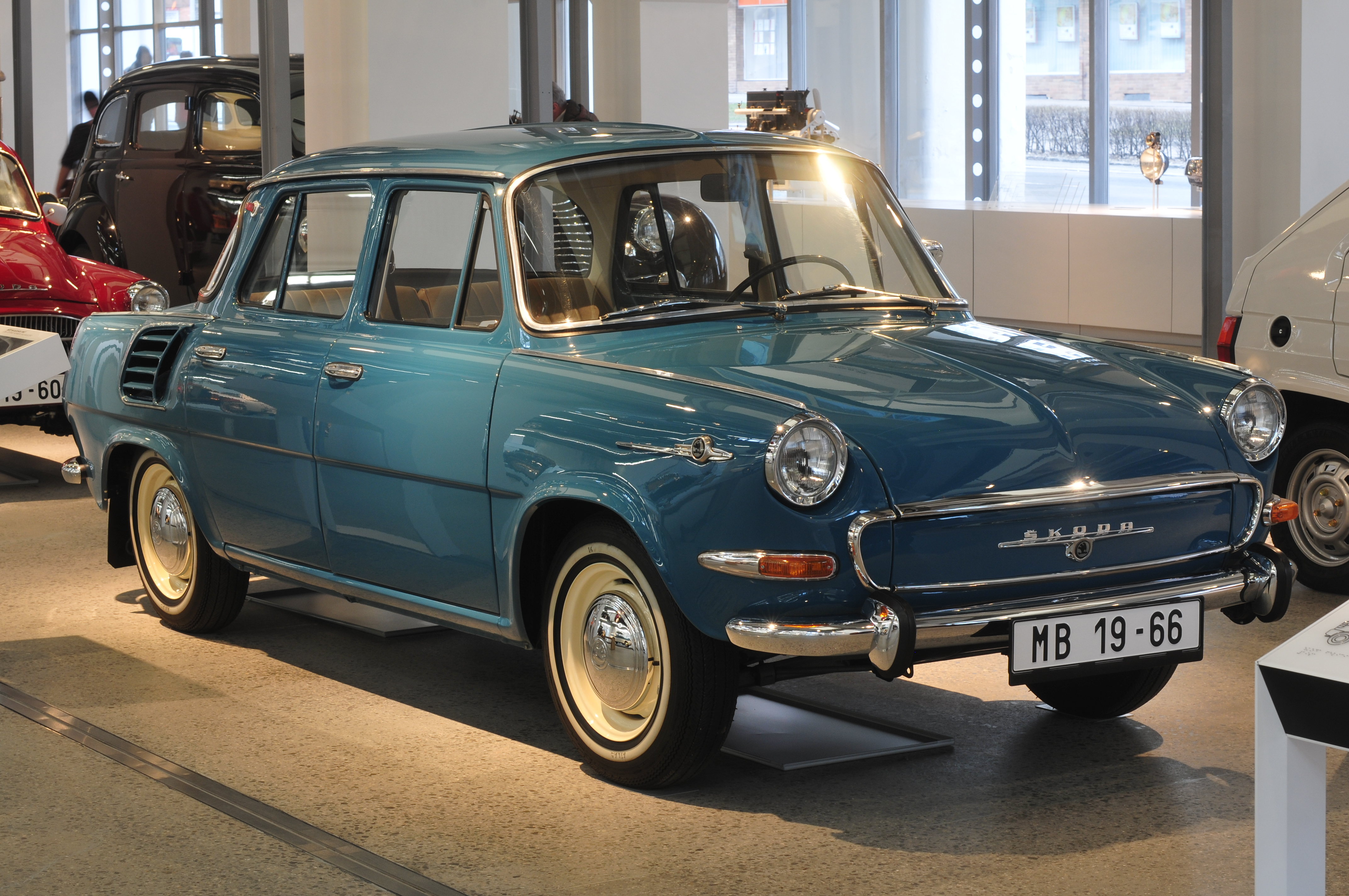
Škoda MB 1000 (1966)
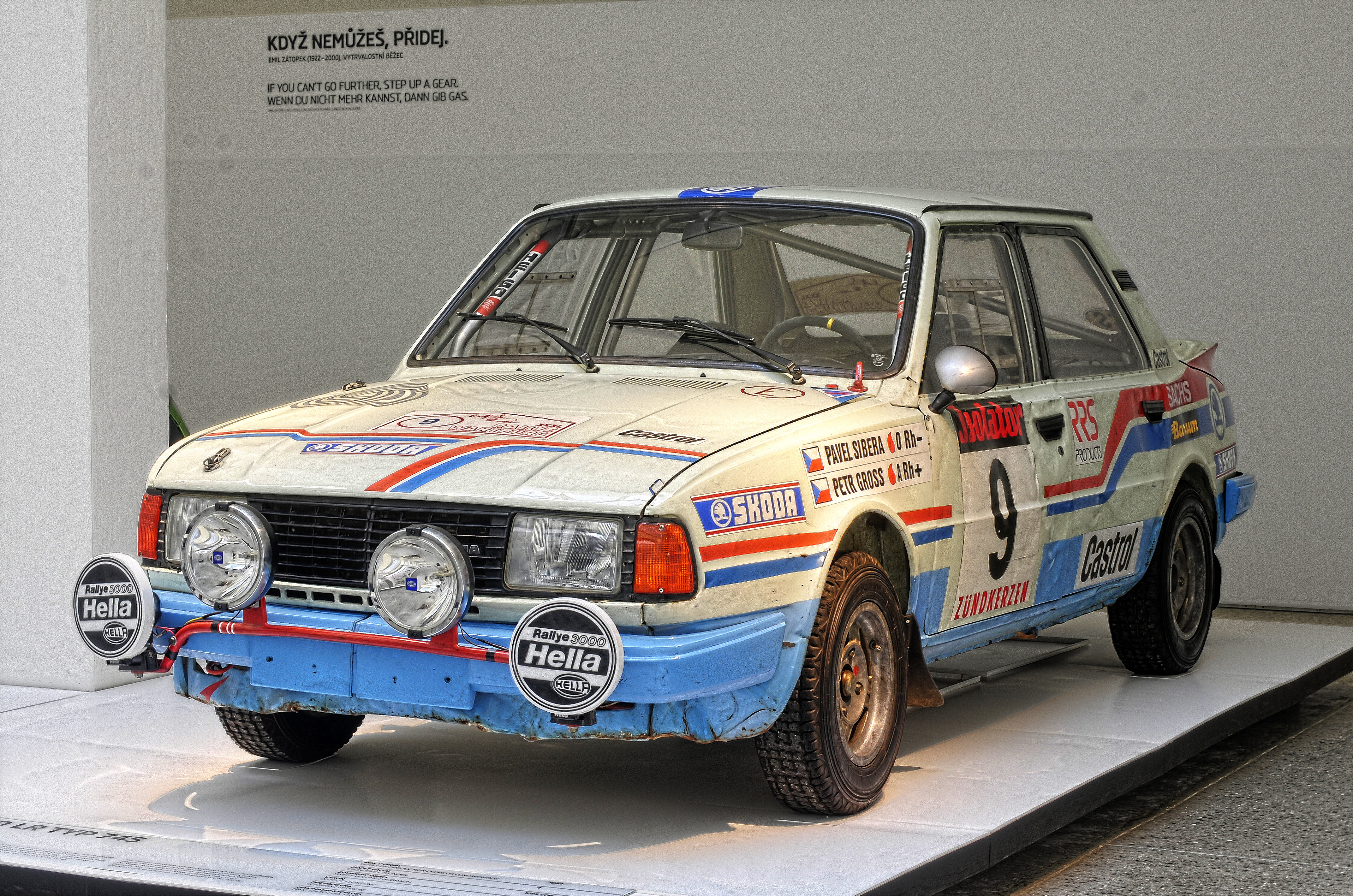
Škoda 136 LR (1984)
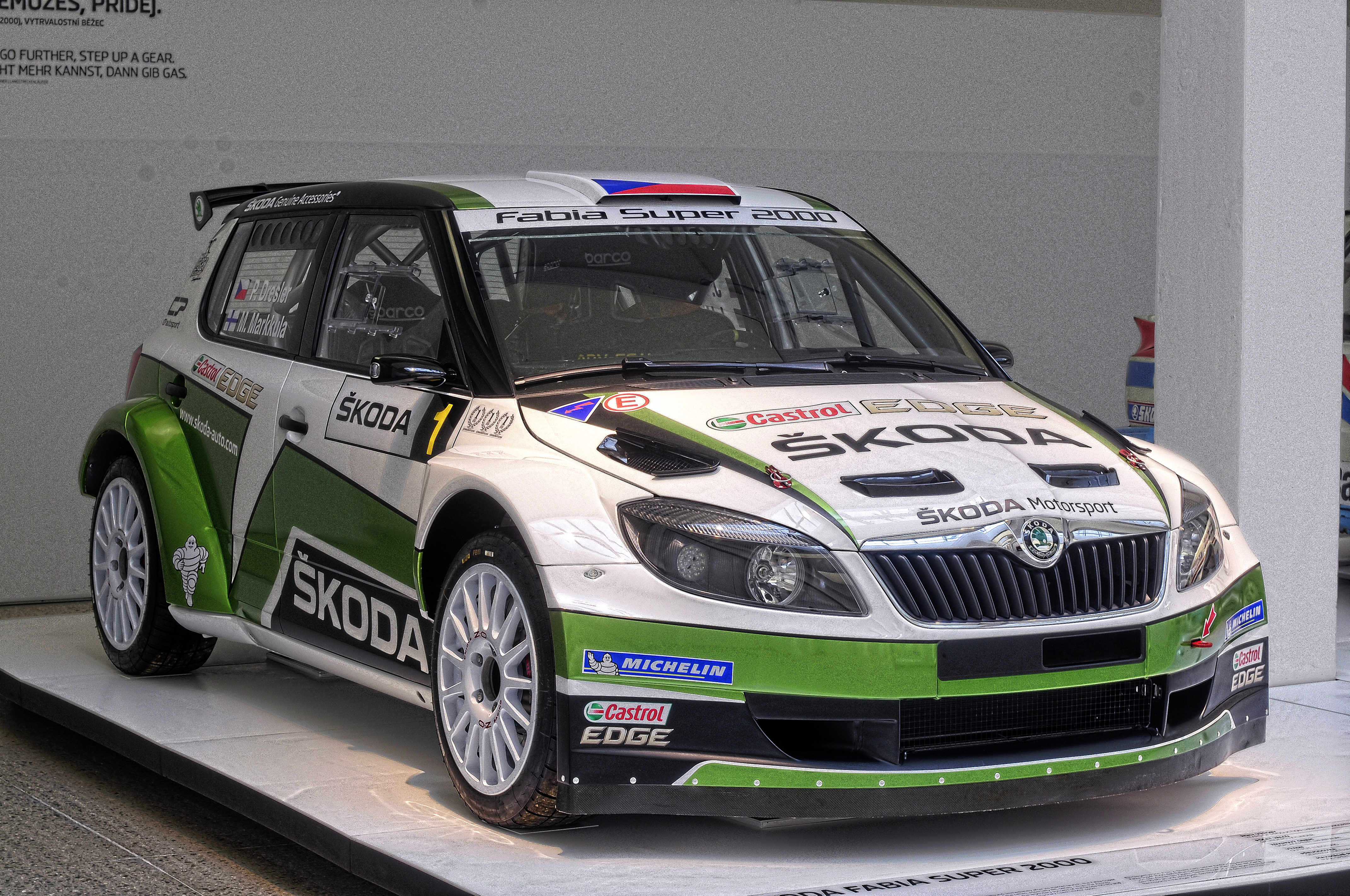
Škoda Fabia Super 2000
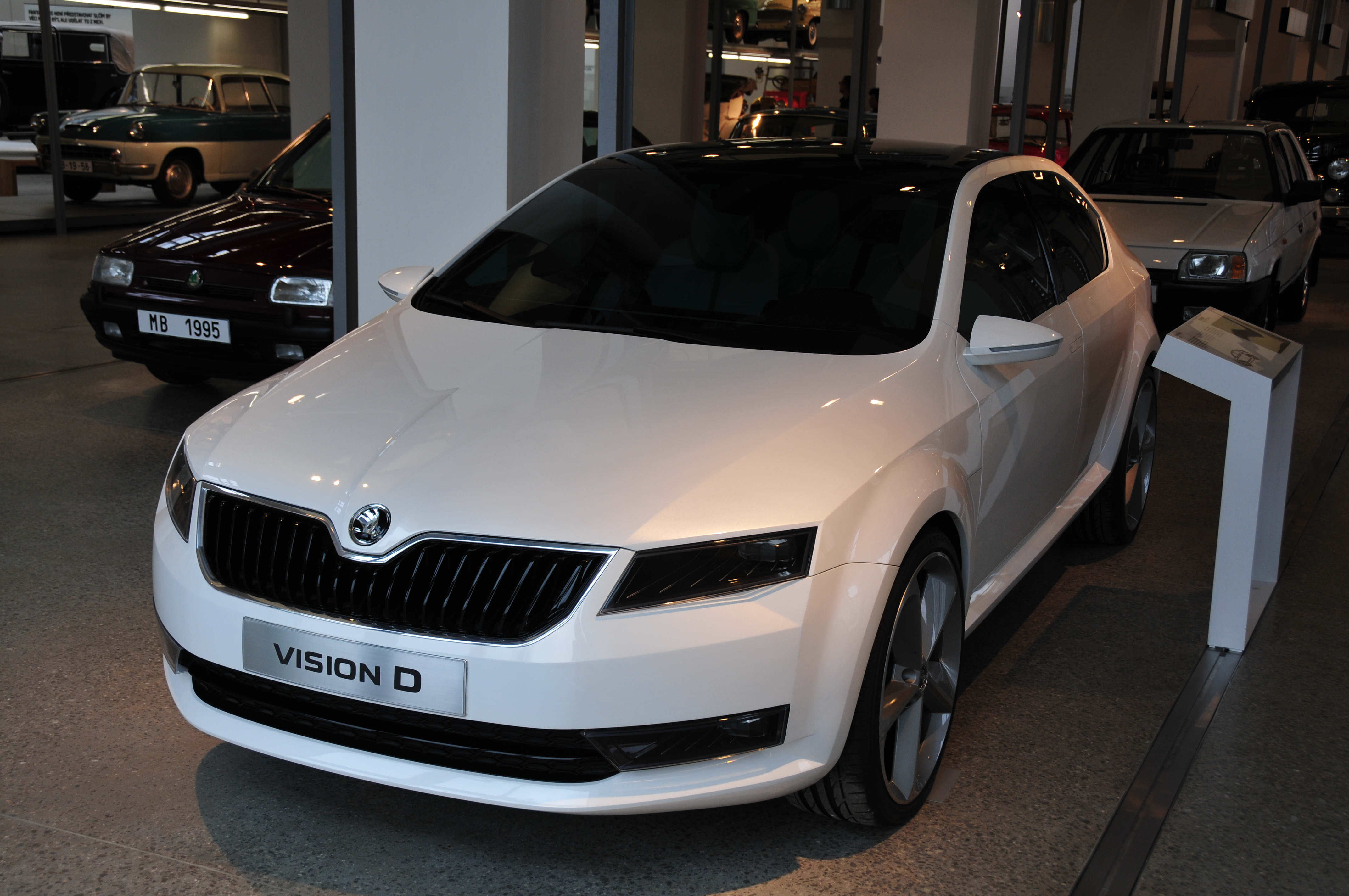
Škoda Vision D (2011)

## Muzeu
Muzeul Škoda se poate vizita în Mladá Boleslav. E posibilă și vizitarea uzinelor.
Vizitați și galeria foto a muzeului Arhivat în 28 septembrie 2008, la Wayback Machine..

## Galerie foto

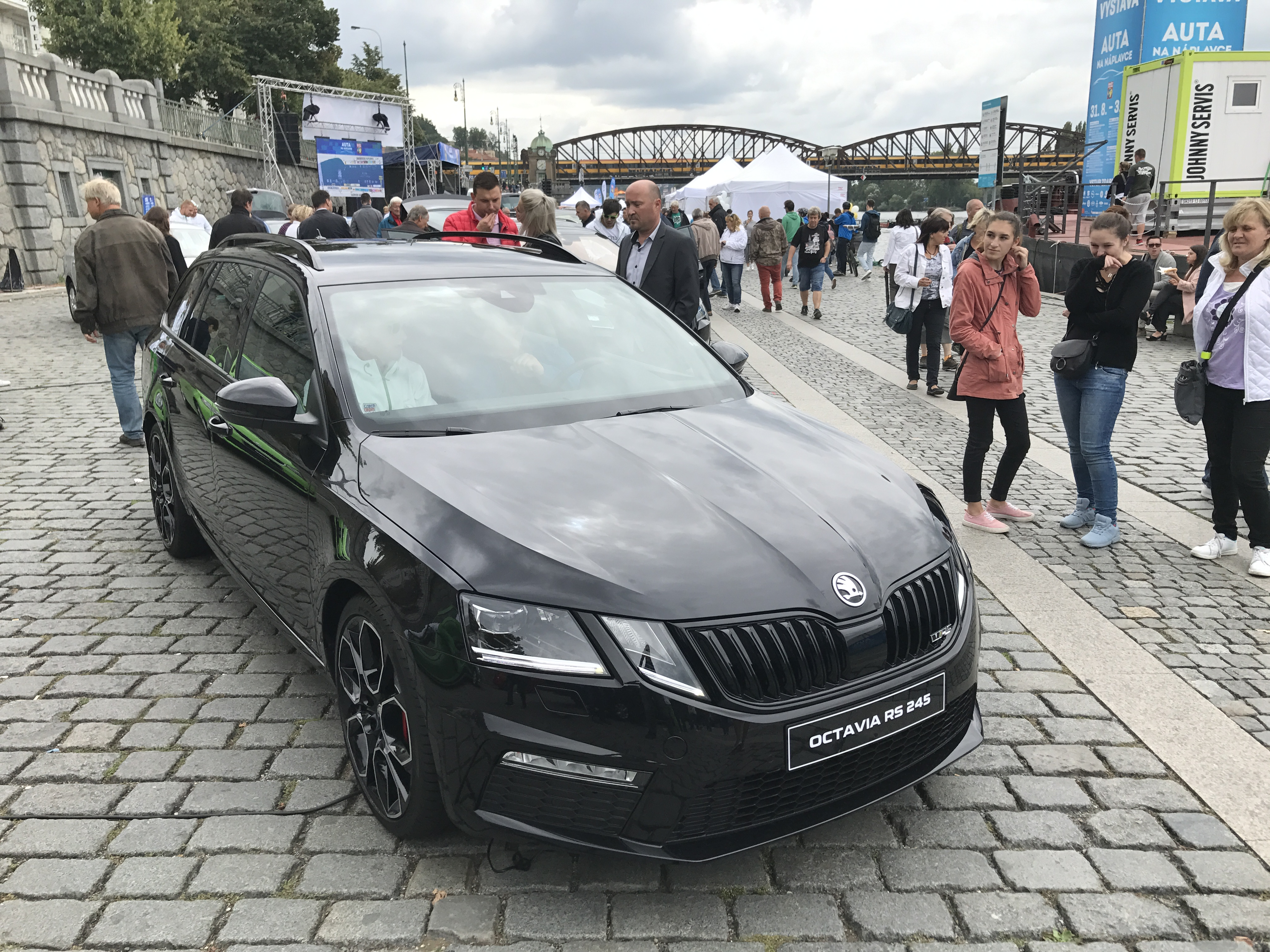
Skoda Octavia RS 245
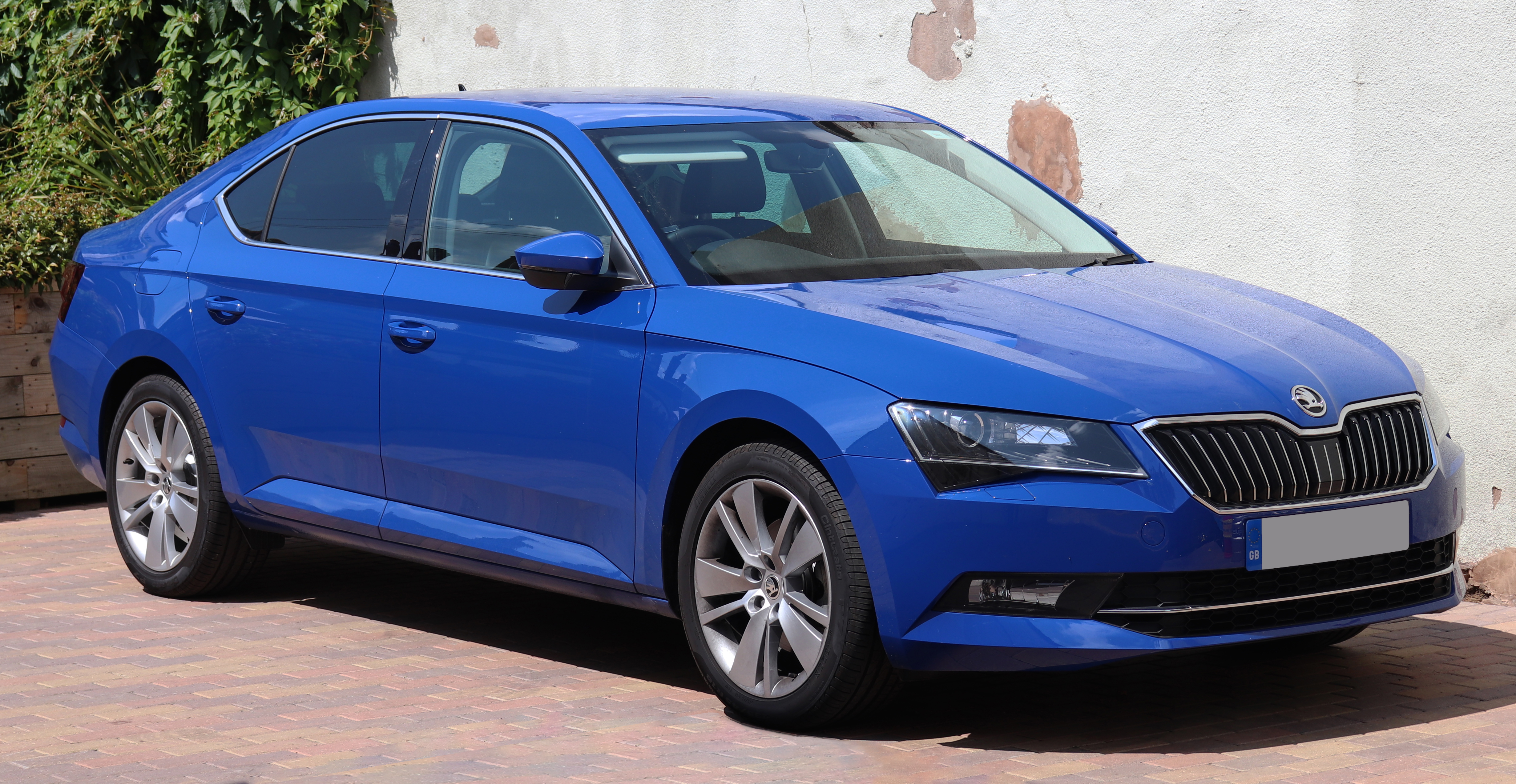
Skoda Superb III
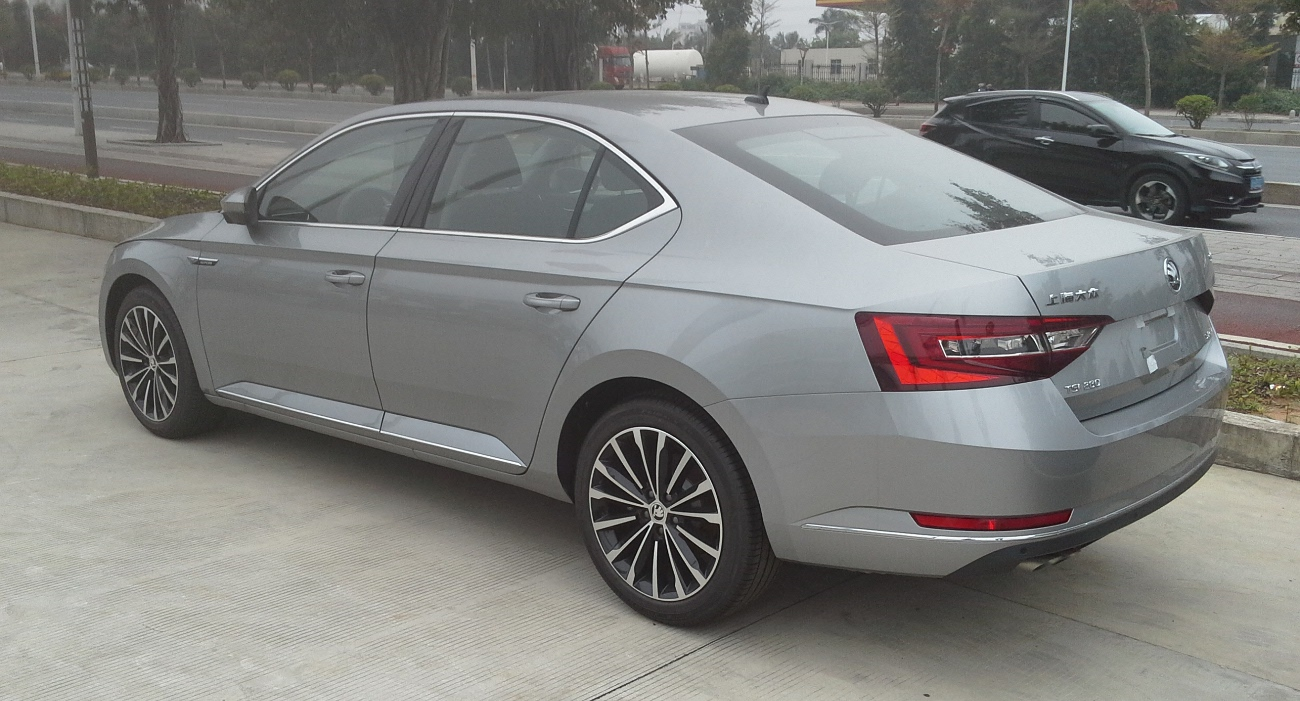
Skoda Superb III spate
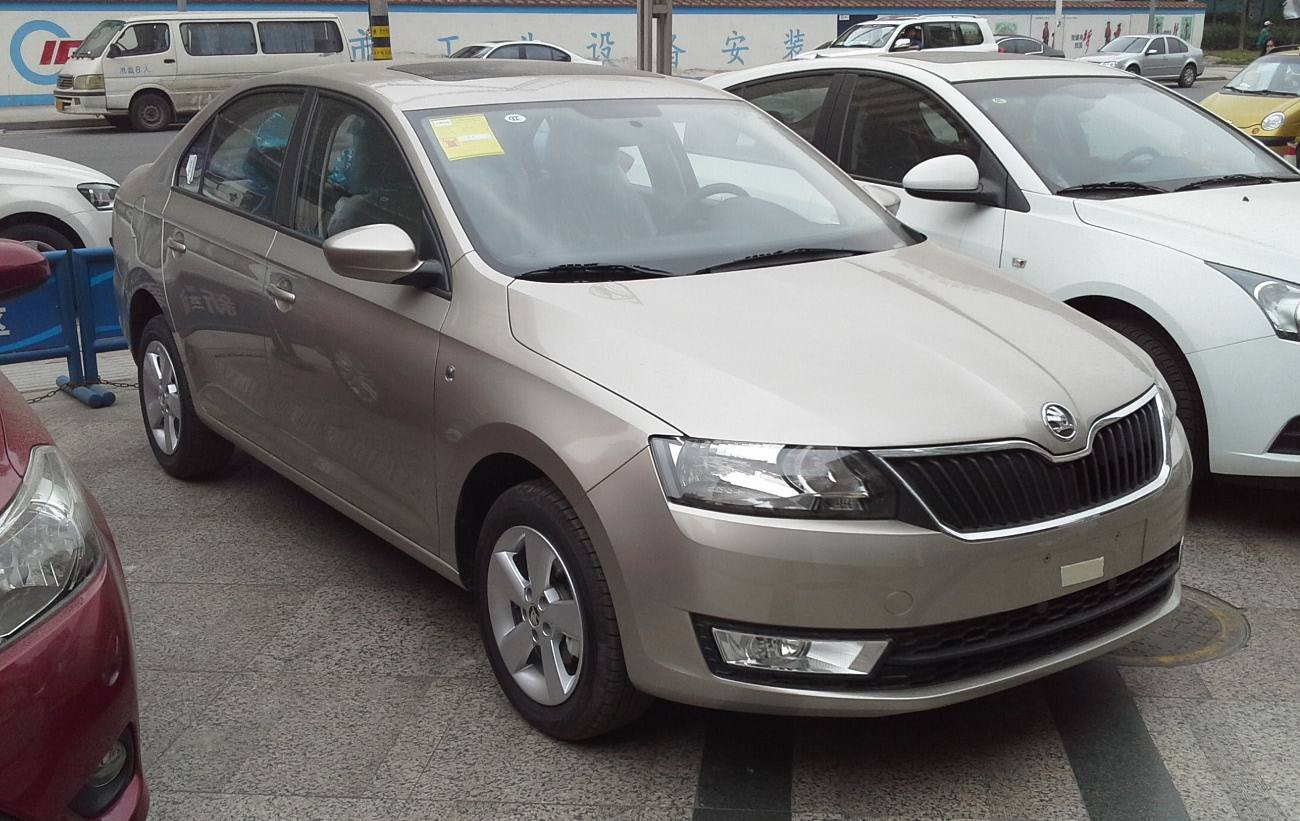
Skoda Rapid
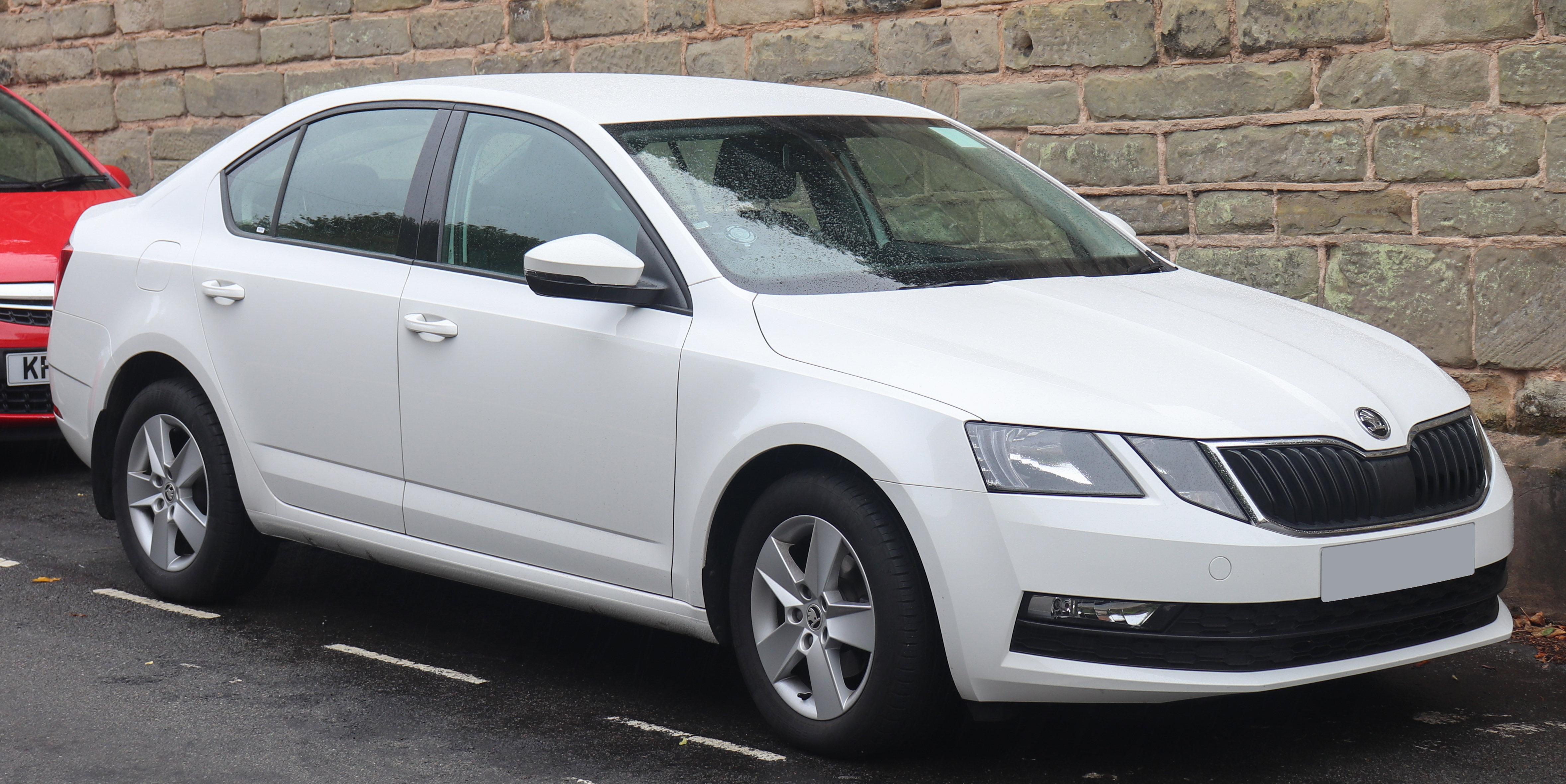
Skoda Octavia III
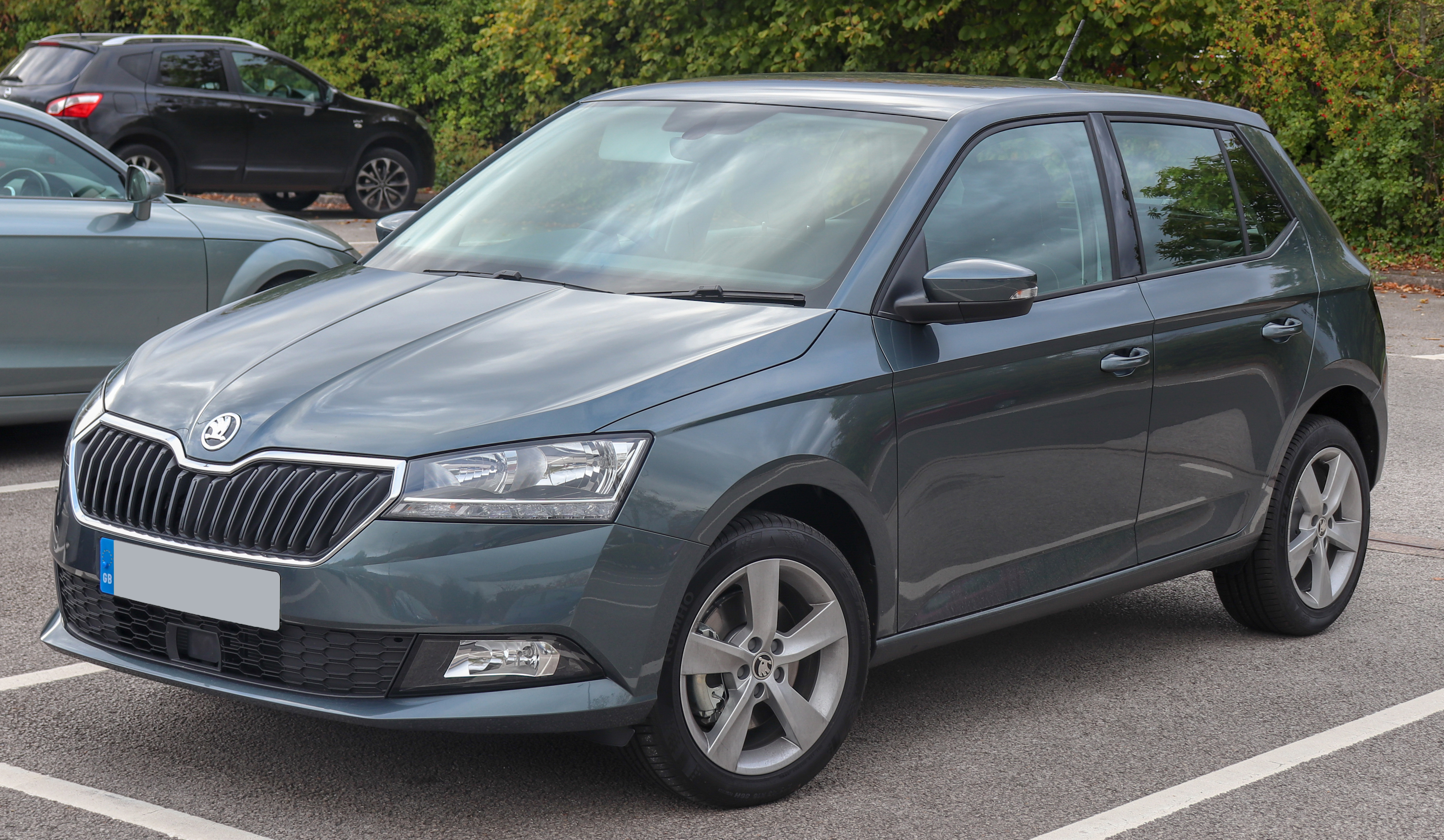
Skoda Fabia III
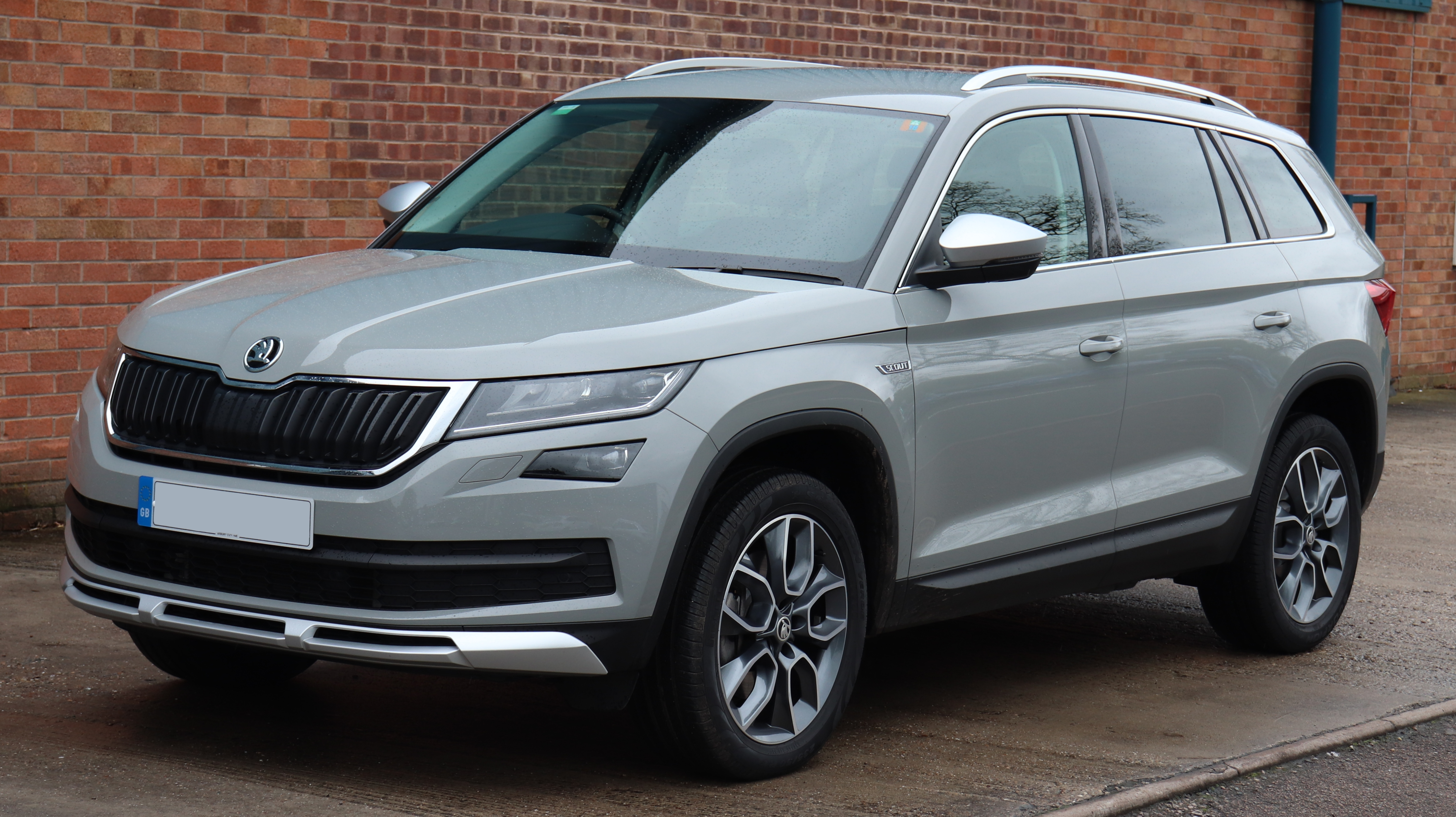
Skoda Kodiaq, SUV cu 7 locuri
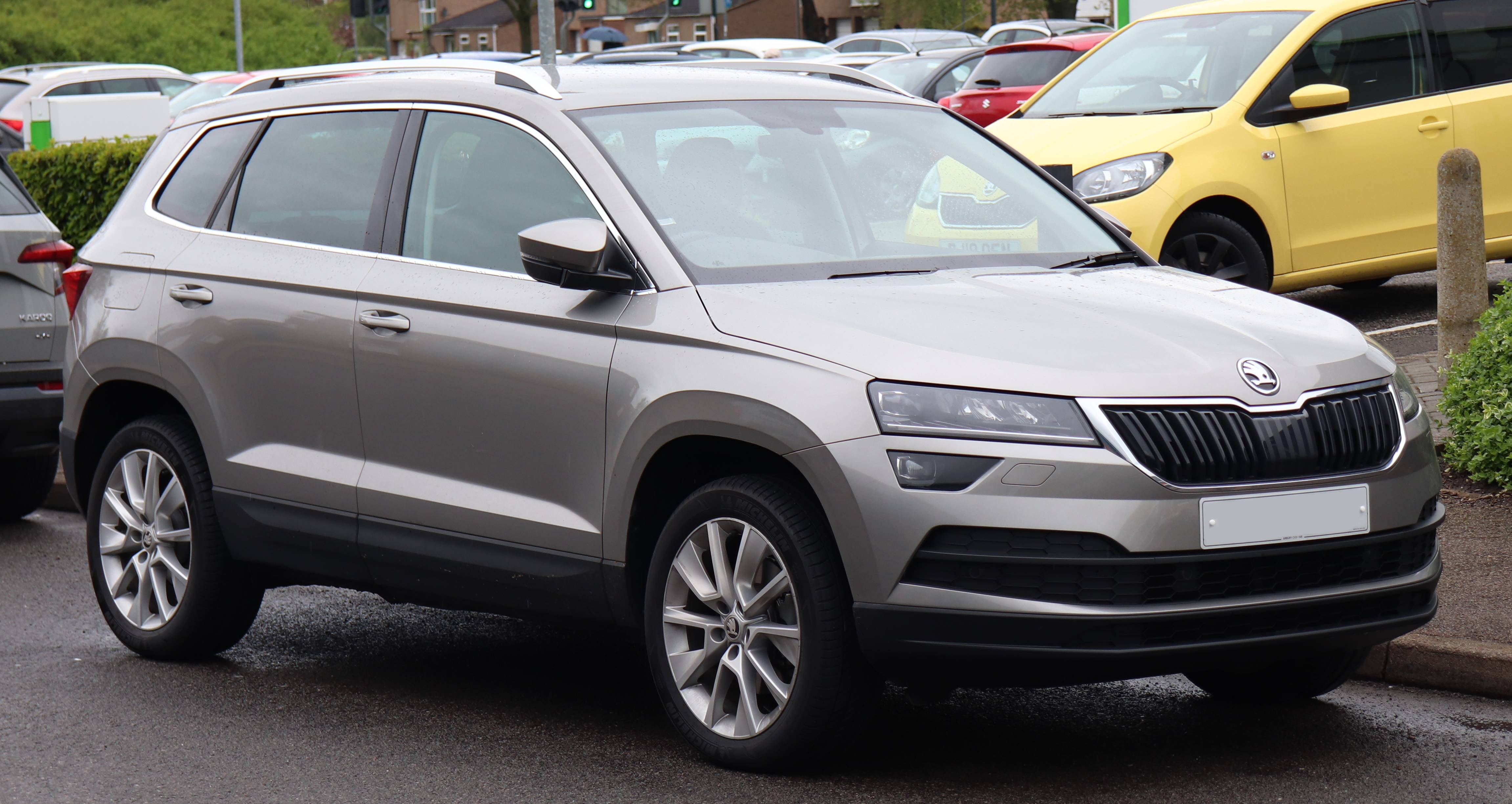
Skoda Karoq
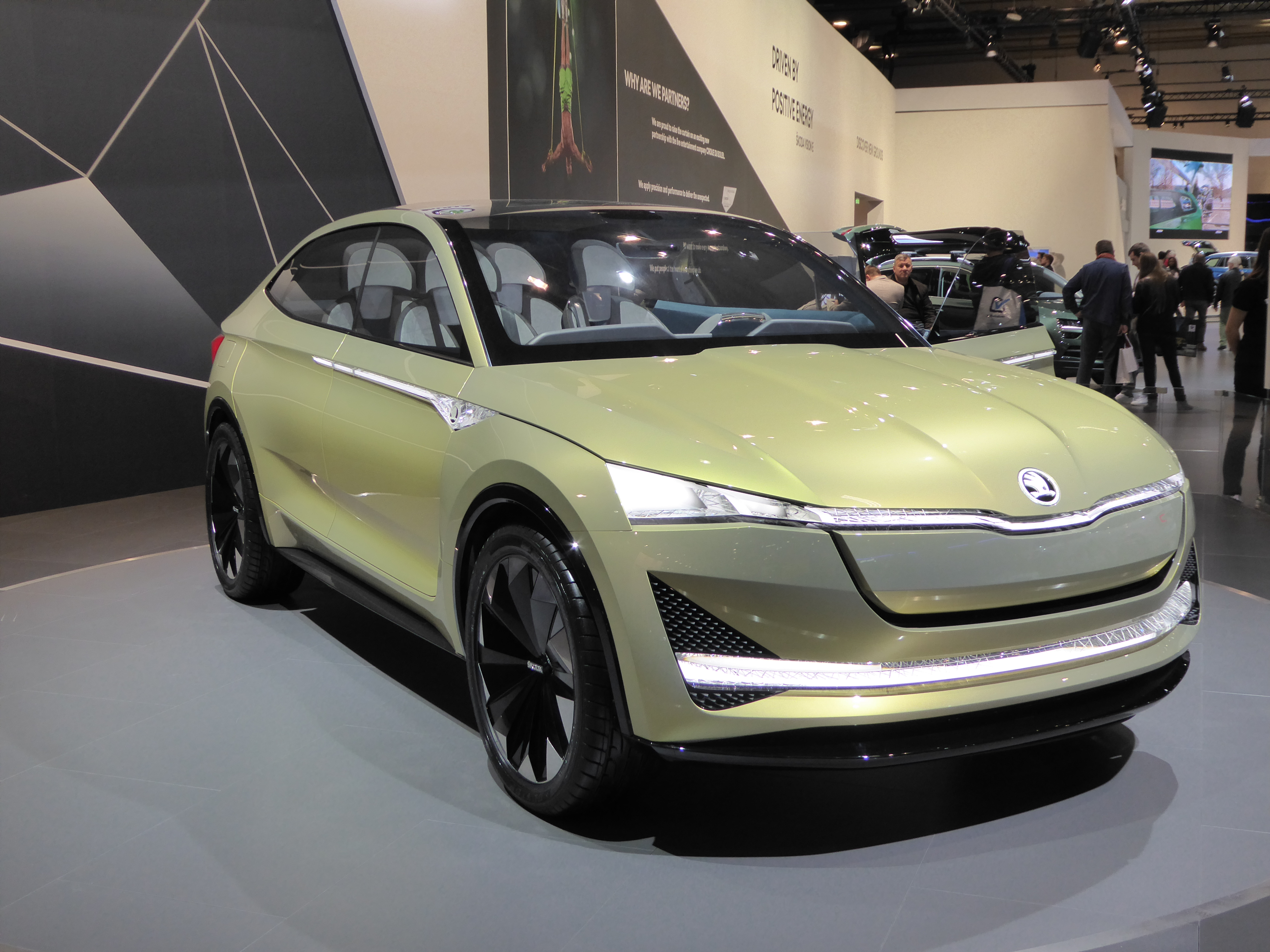
Viitorul Skoda electric: Vision E
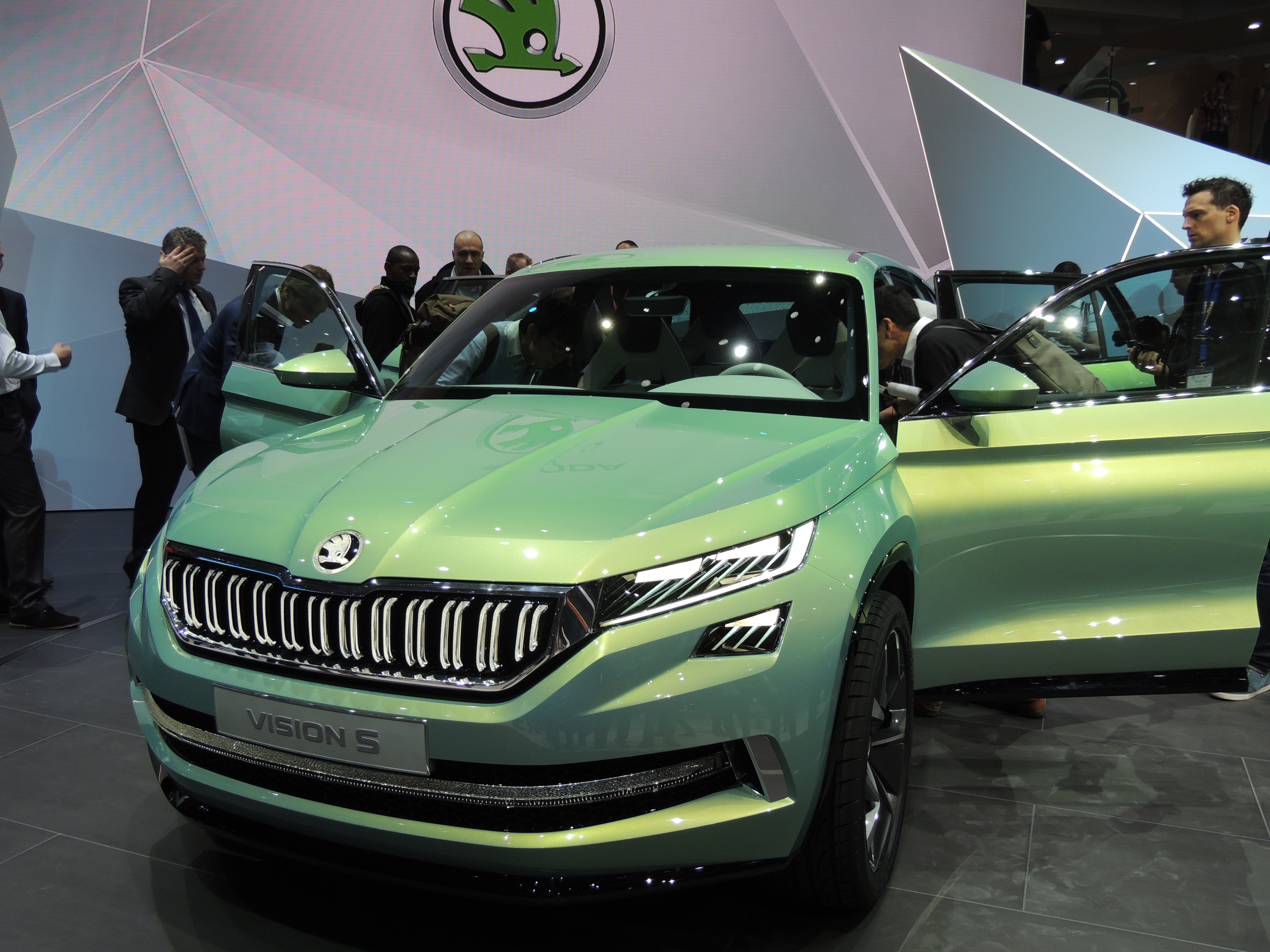
Un concept HYBRID: Skoda Vision X
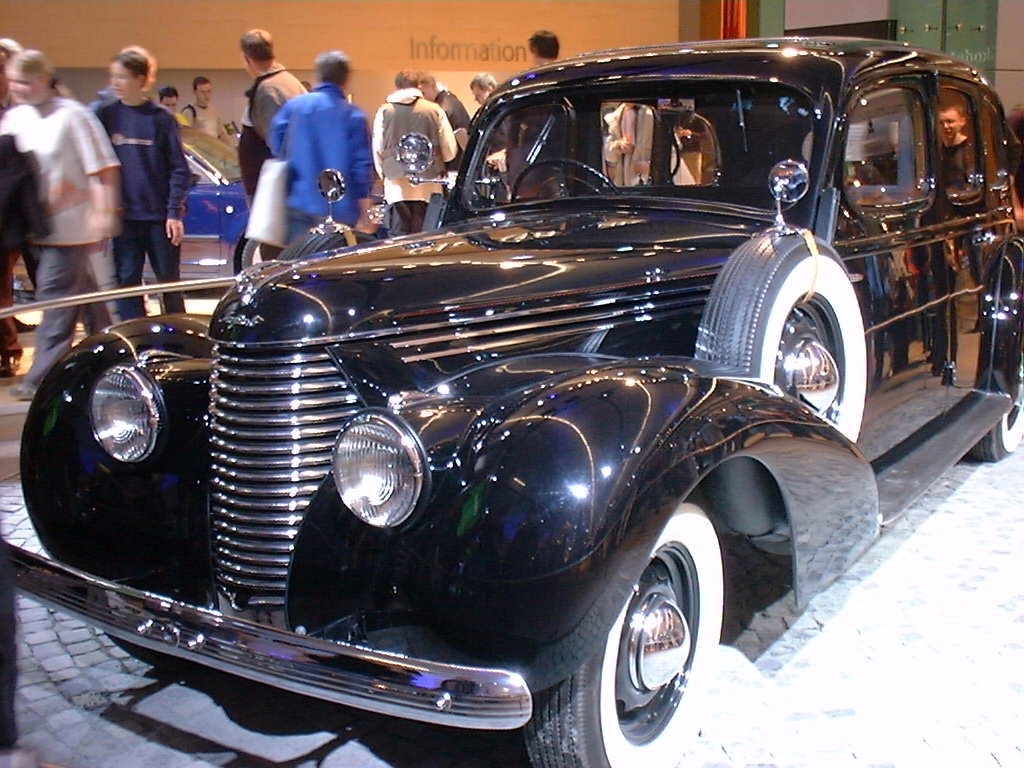
Škoda Superb
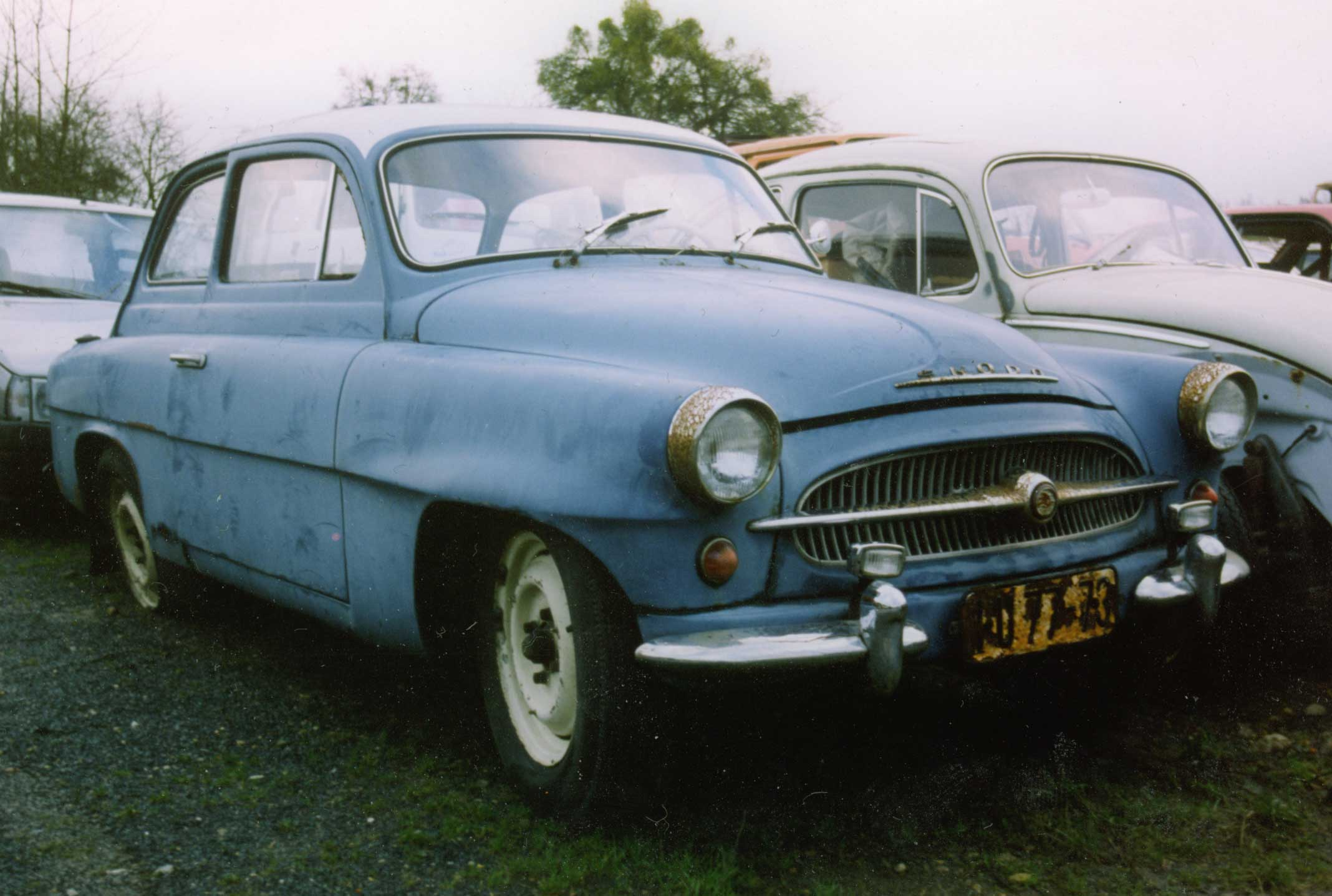
Škoda Octavia (1)
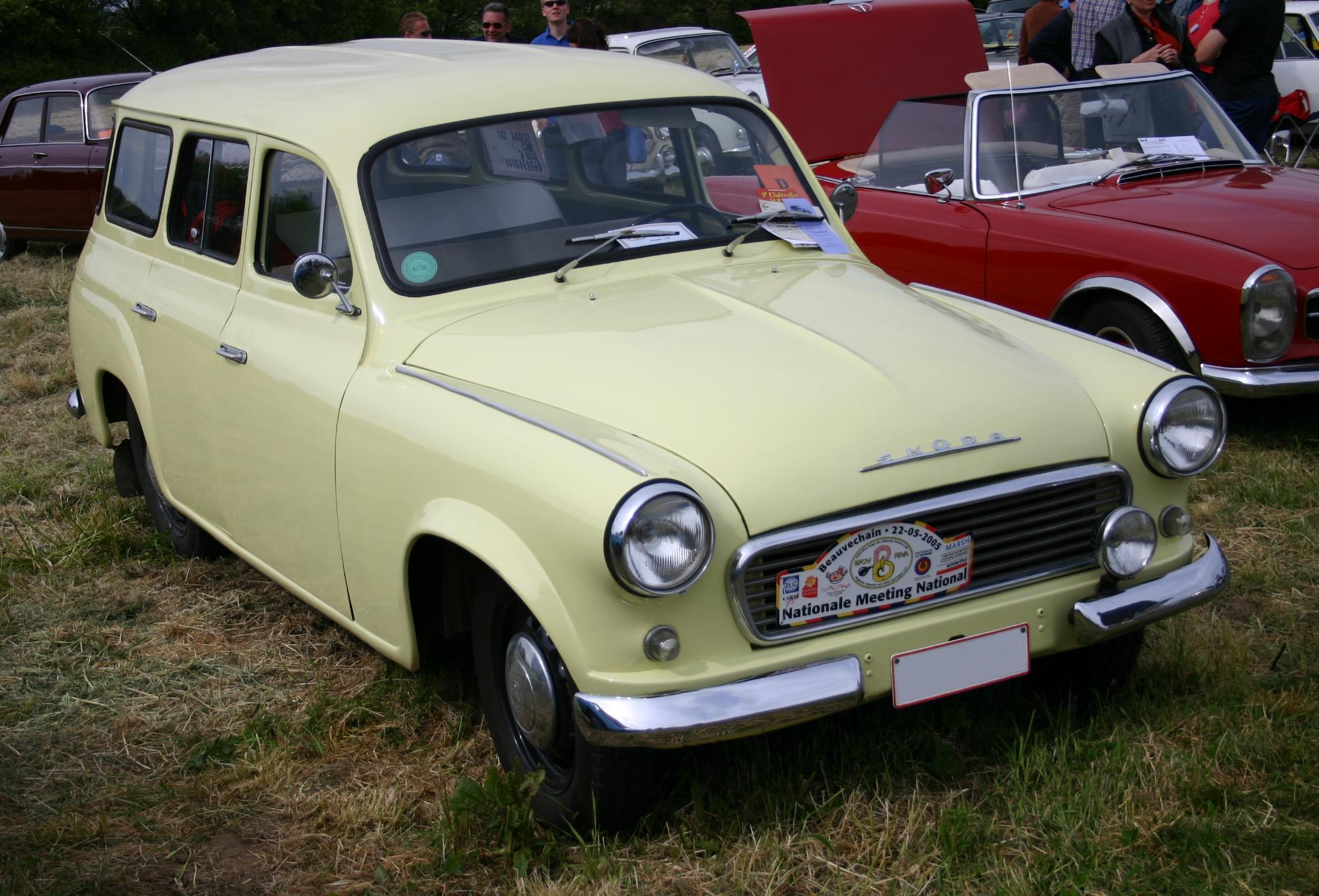
Škoda 1202 din anii 1960
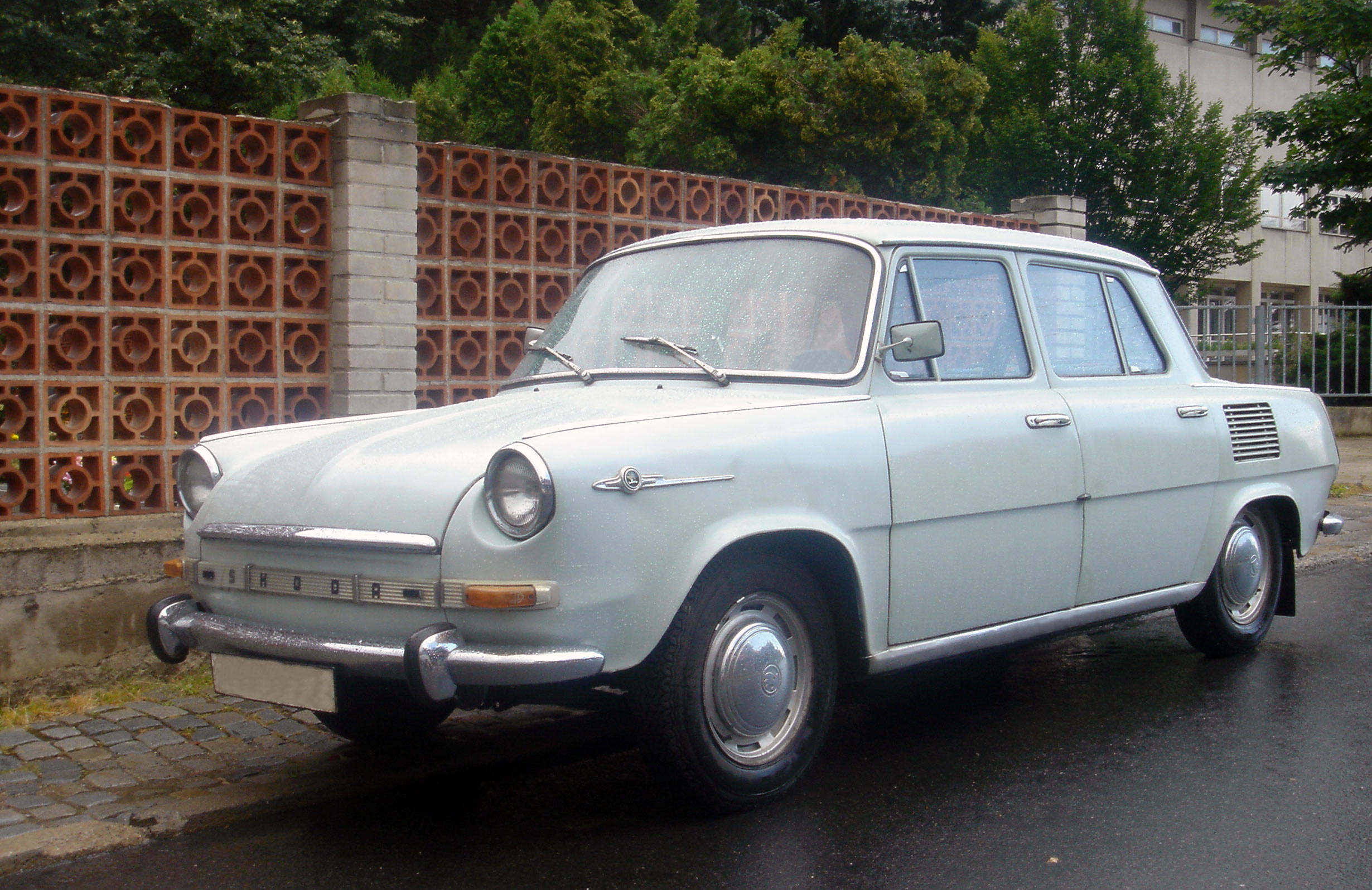
Škoda 1000 MB din 1964 până în 1969
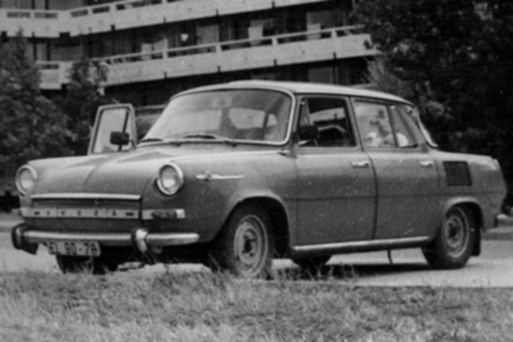
Škoda 1000 MB ani de producție 1967–1975 în Sunny Beach, Bulgaria
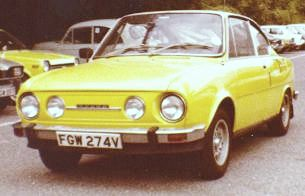
Škoda 110R
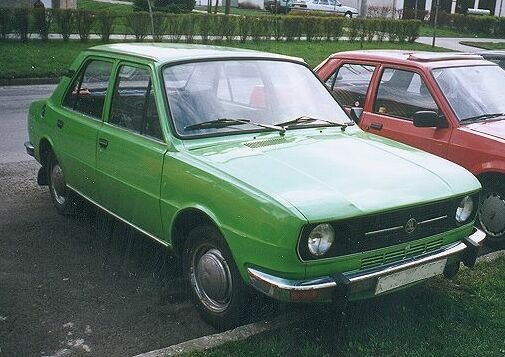
Škoda 105 din 1976 până în 1983
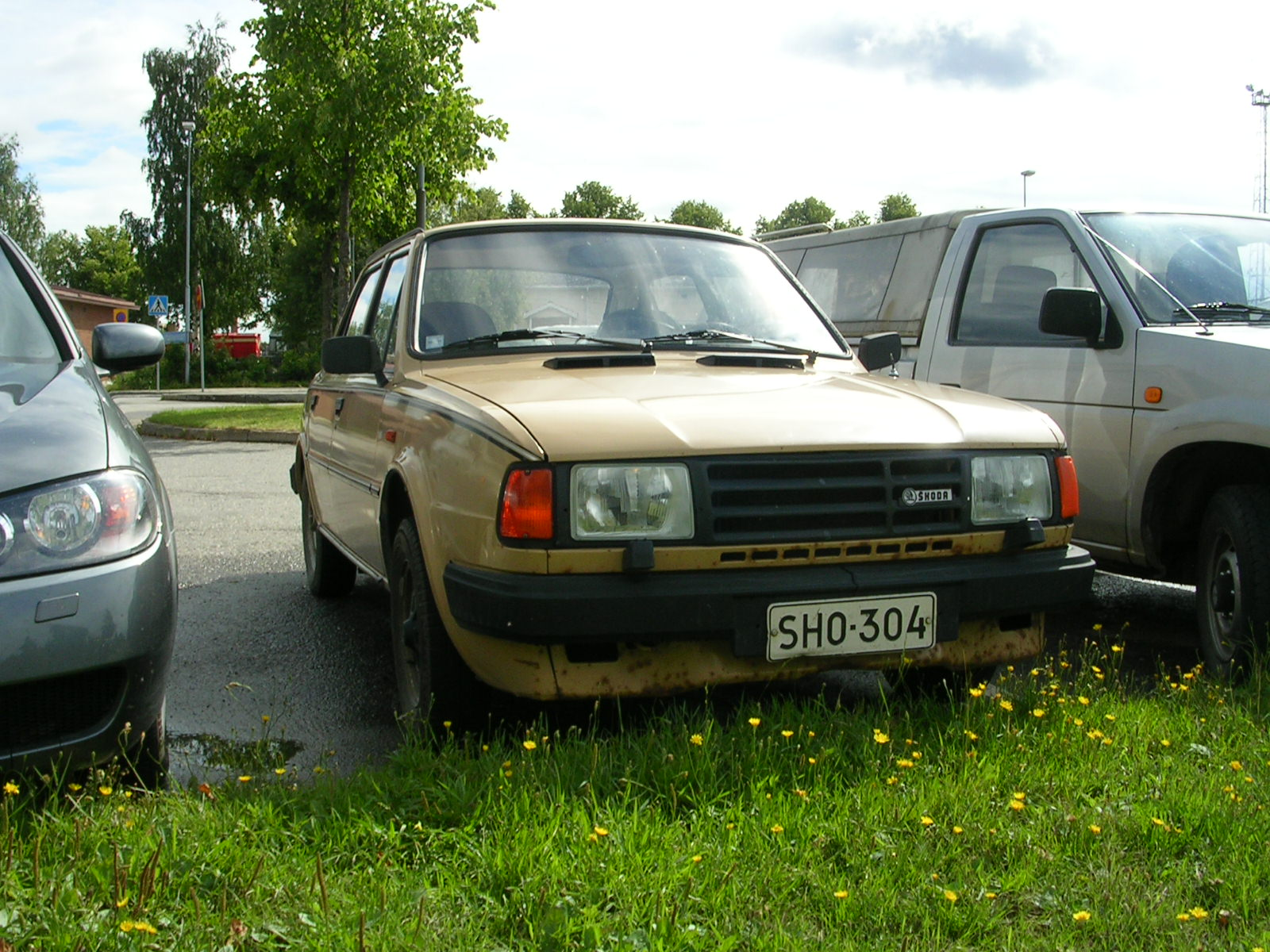
Škoda 120
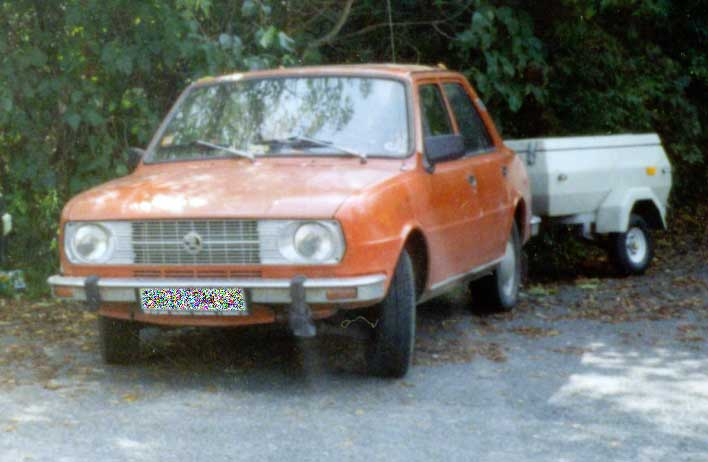
Škoda 136 – versiune pentru Cehia, anul construcției 1993, motor original de la Favorit
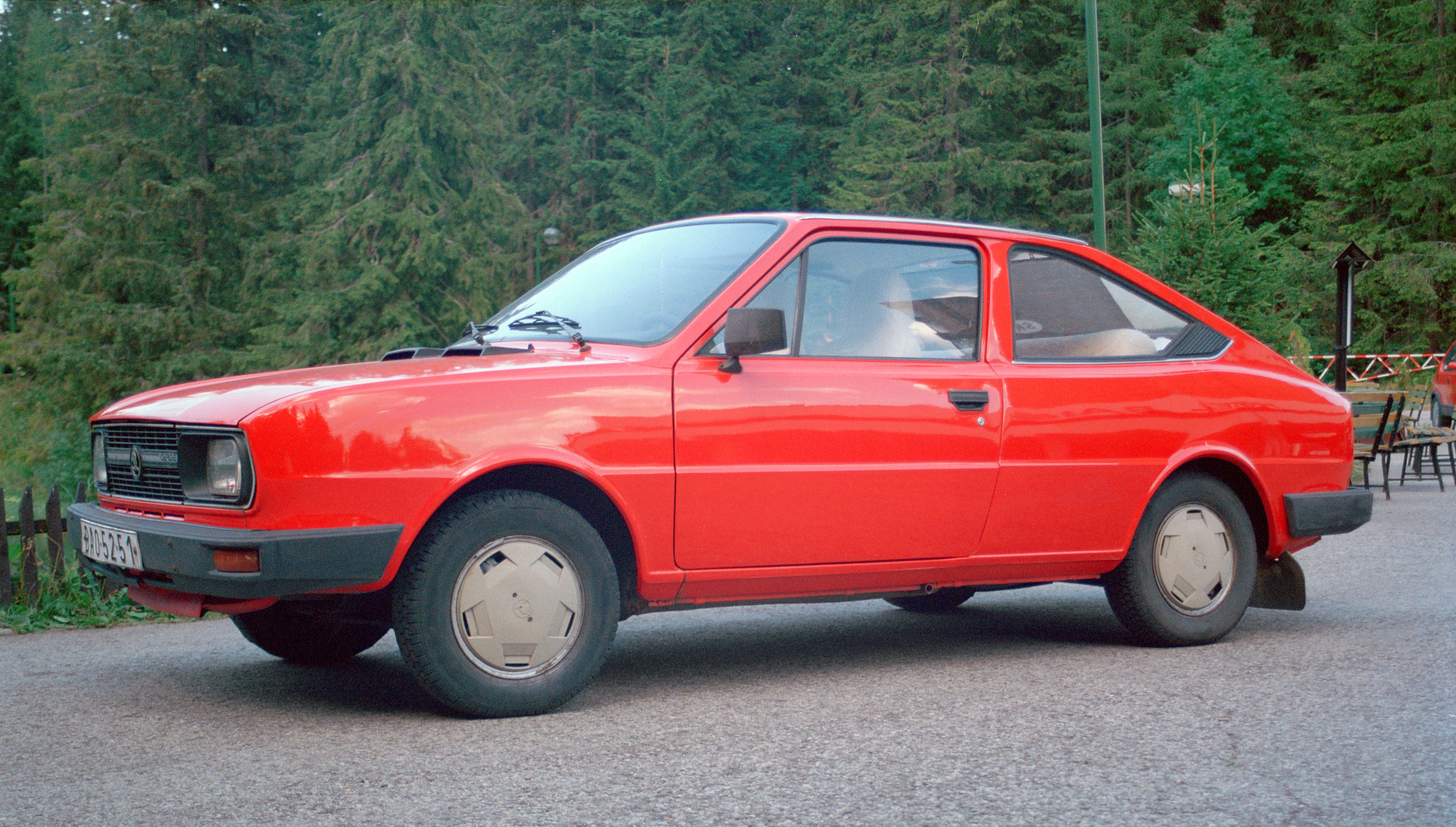
Škoda Rapid
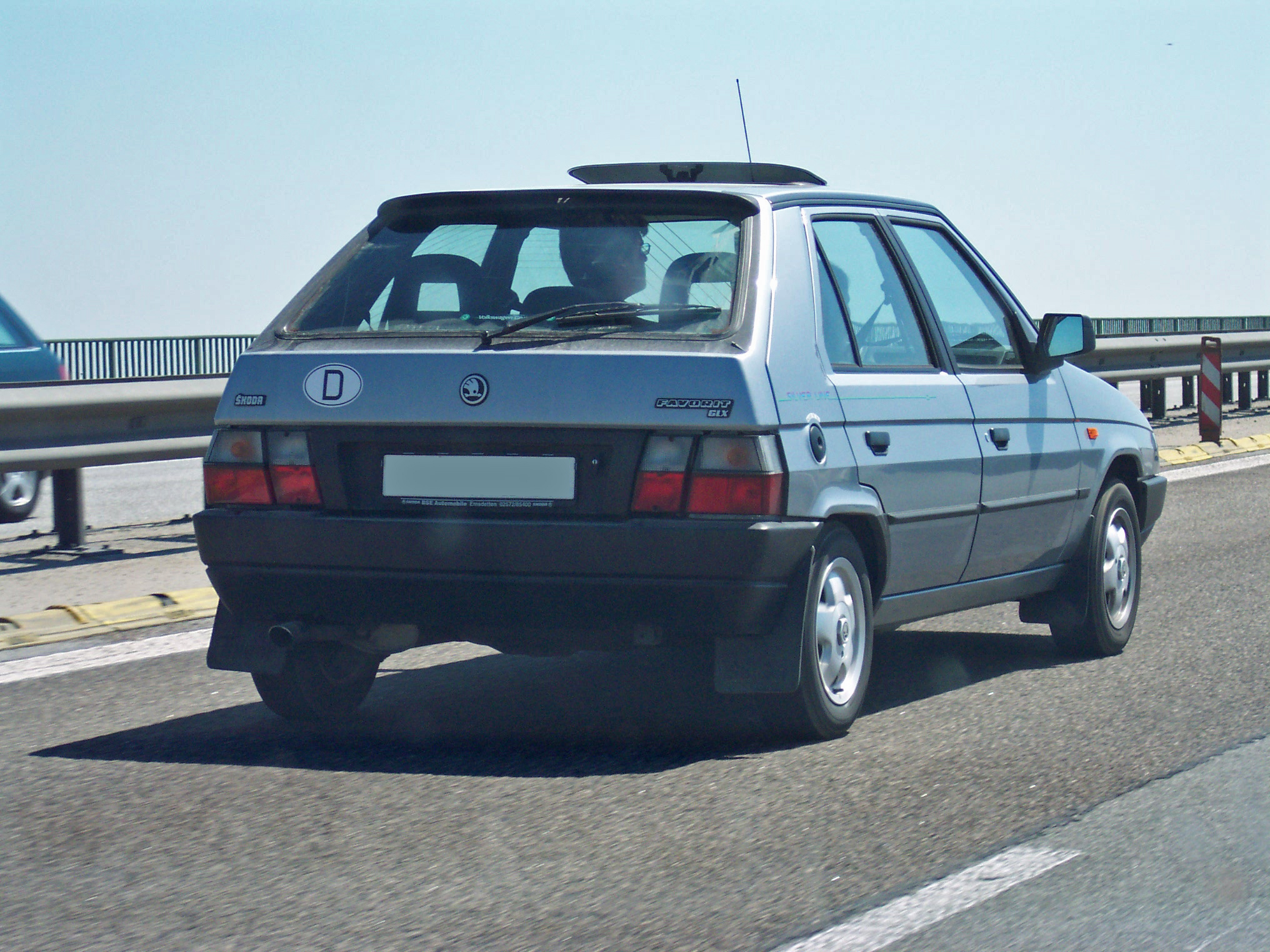
Škoda Favorit
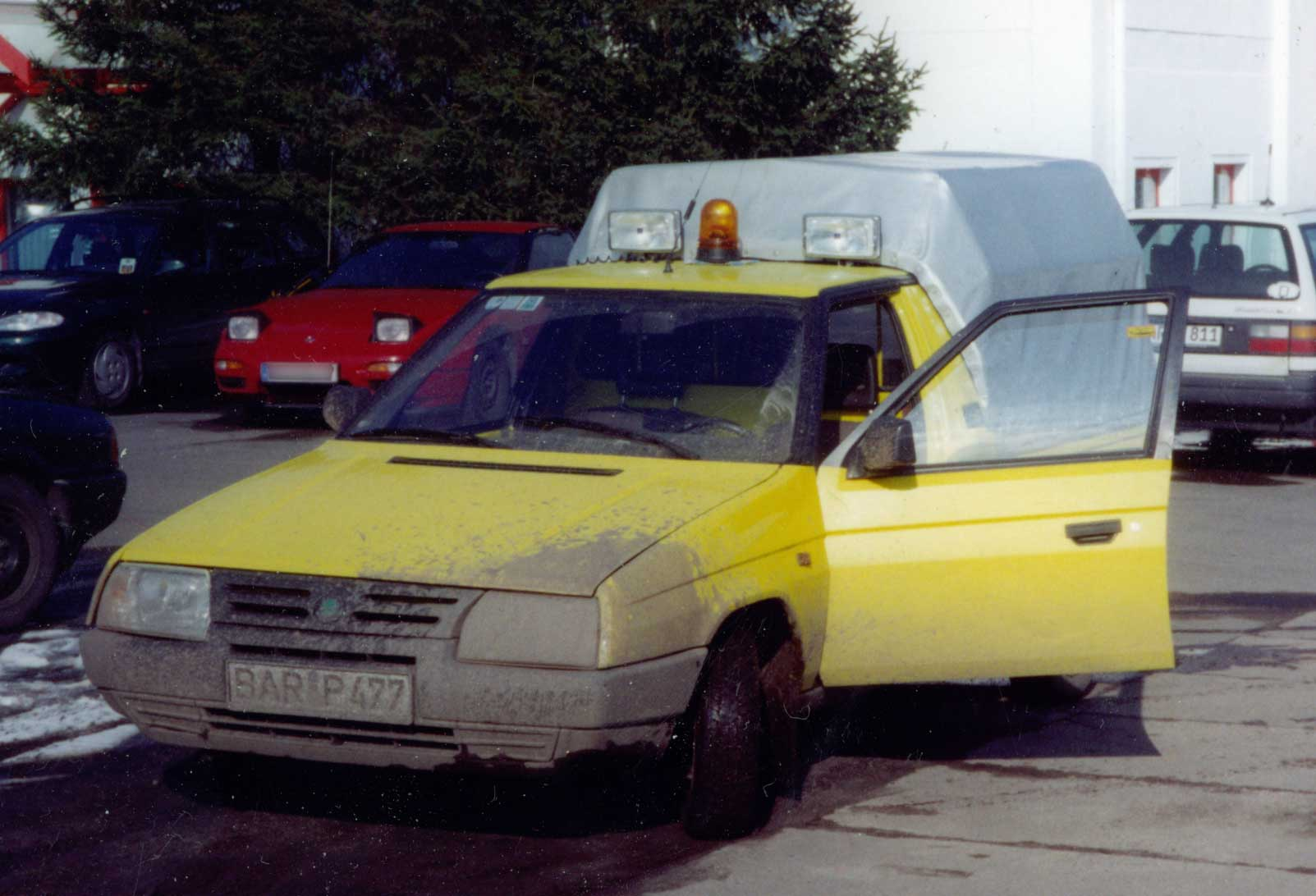
Škoda Favorit Pickup
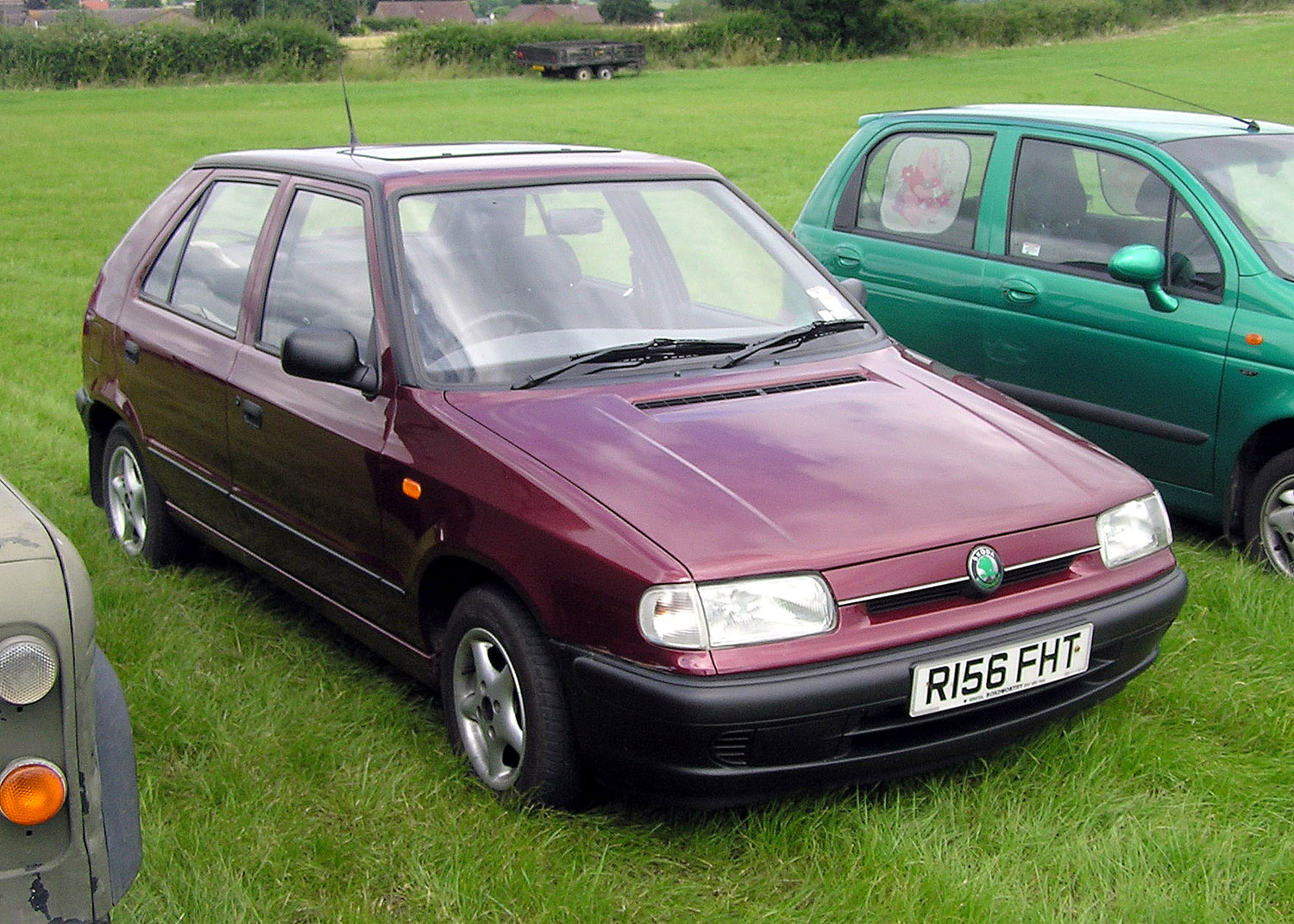
ultimul model înaintea începerii producției cu tehnică VW: Felicia
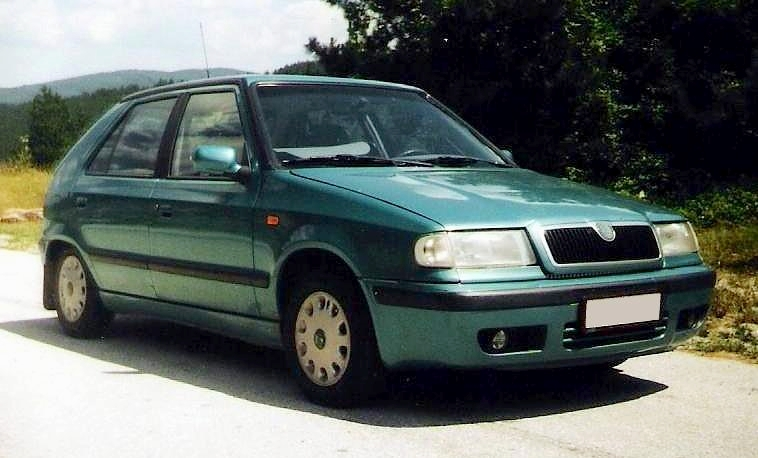
Cu tehnica VW s-a modificat și optica: Felicia după facelifting
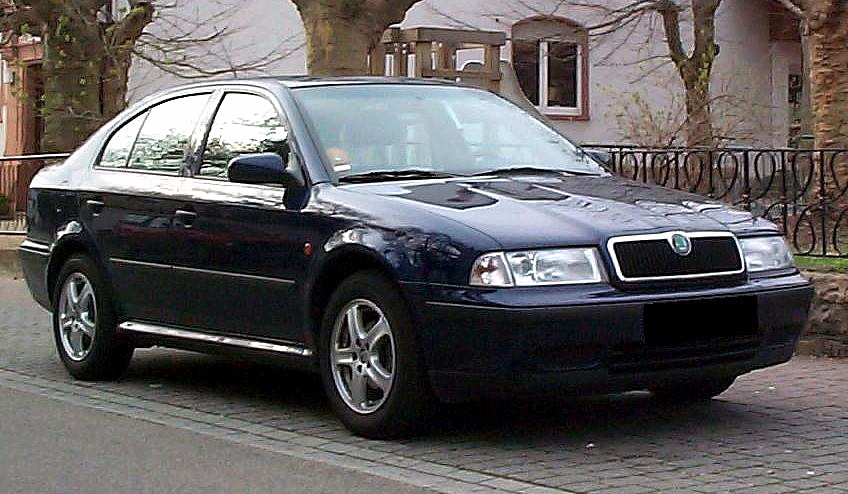
Škoda Octavia
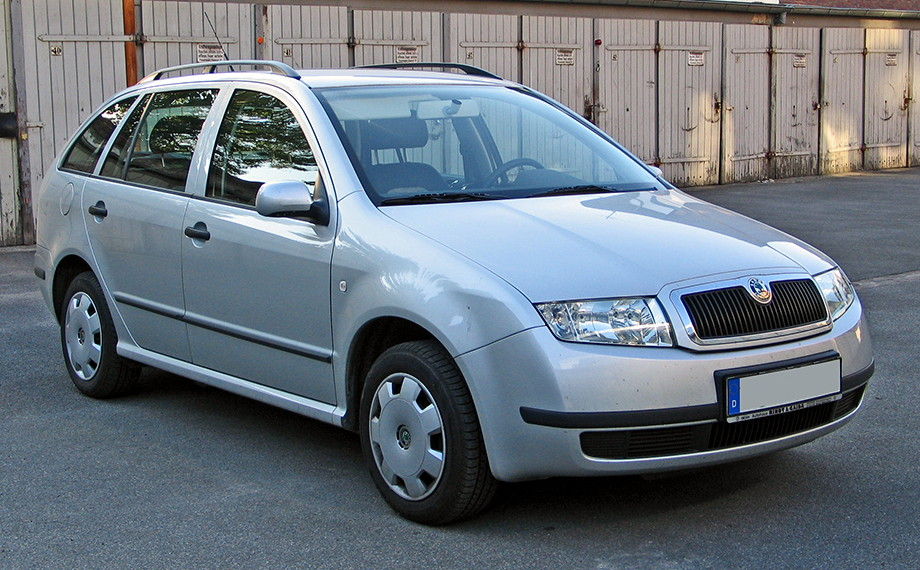
pe baza lui VW Polo: Fabia
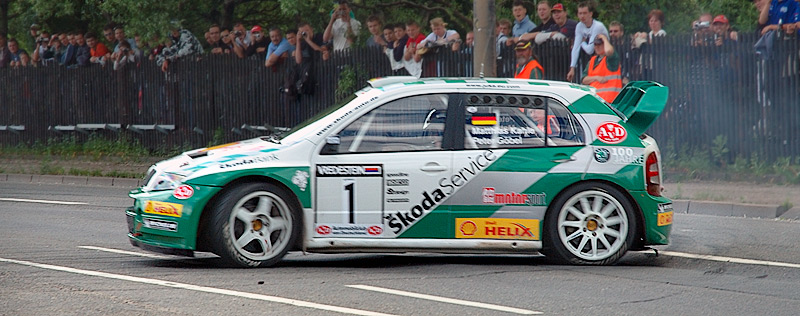
versiunea  raliu a lui Škoda Fabia WRC
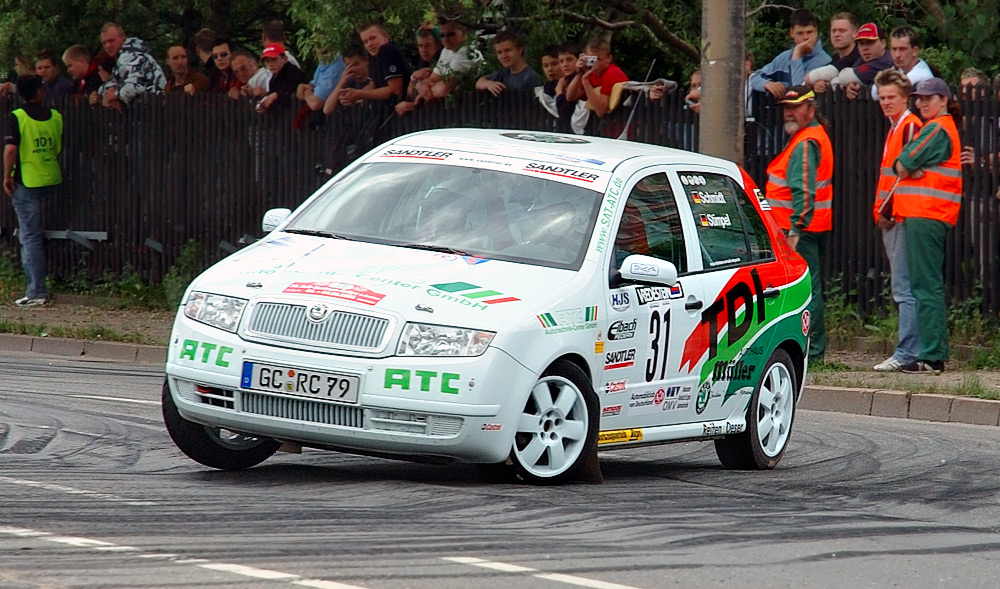
versiunea raliu a lui Škoda Fabia TDI
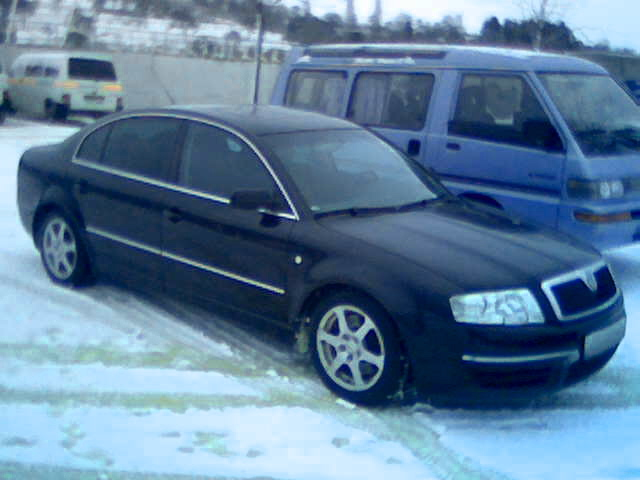
Škoda Superb
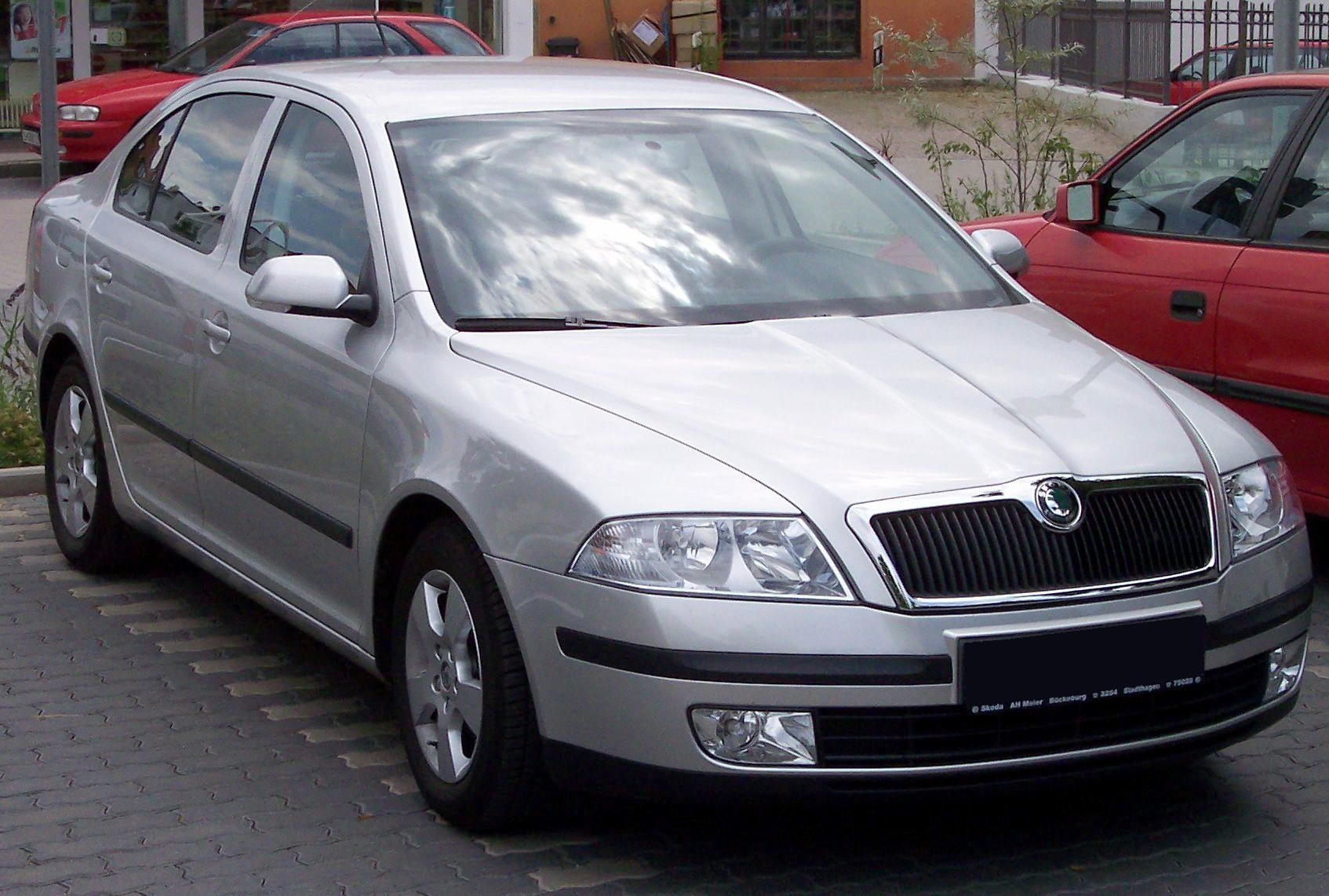
Škoda Octavia II
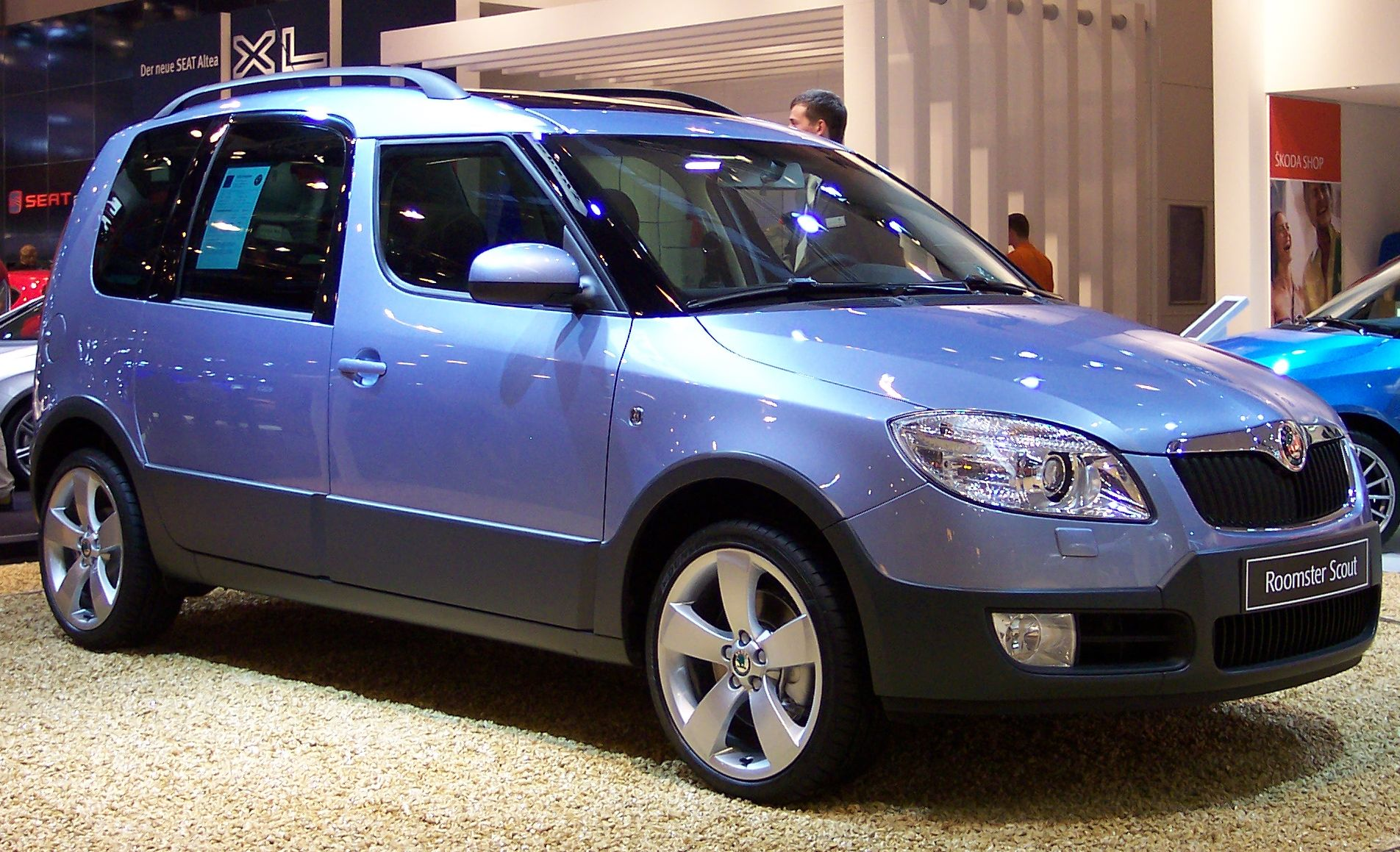
Škoda Roomster
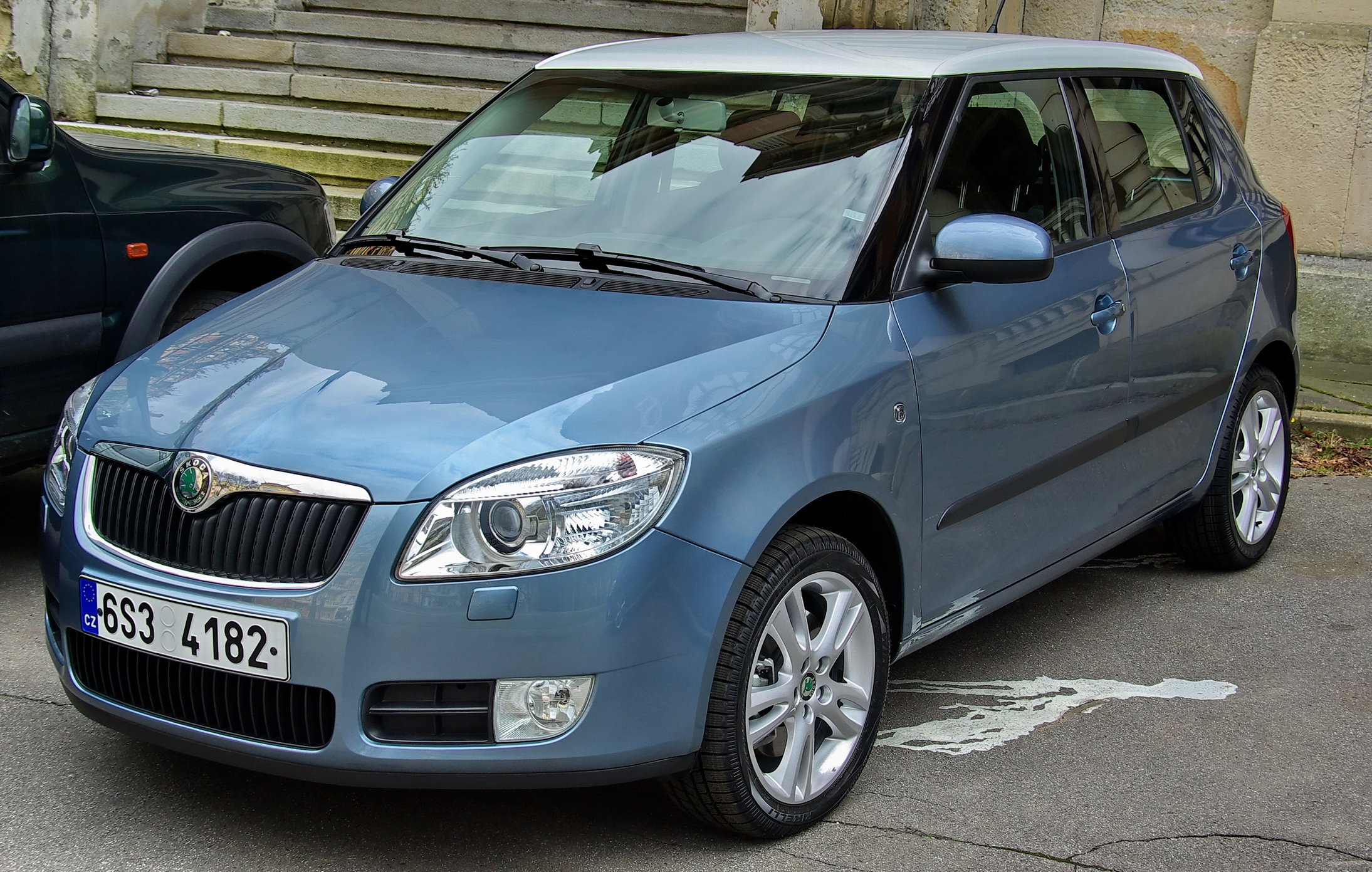
Škoda Fabia II